# Représentations diplomatiques du Royaume-Uni

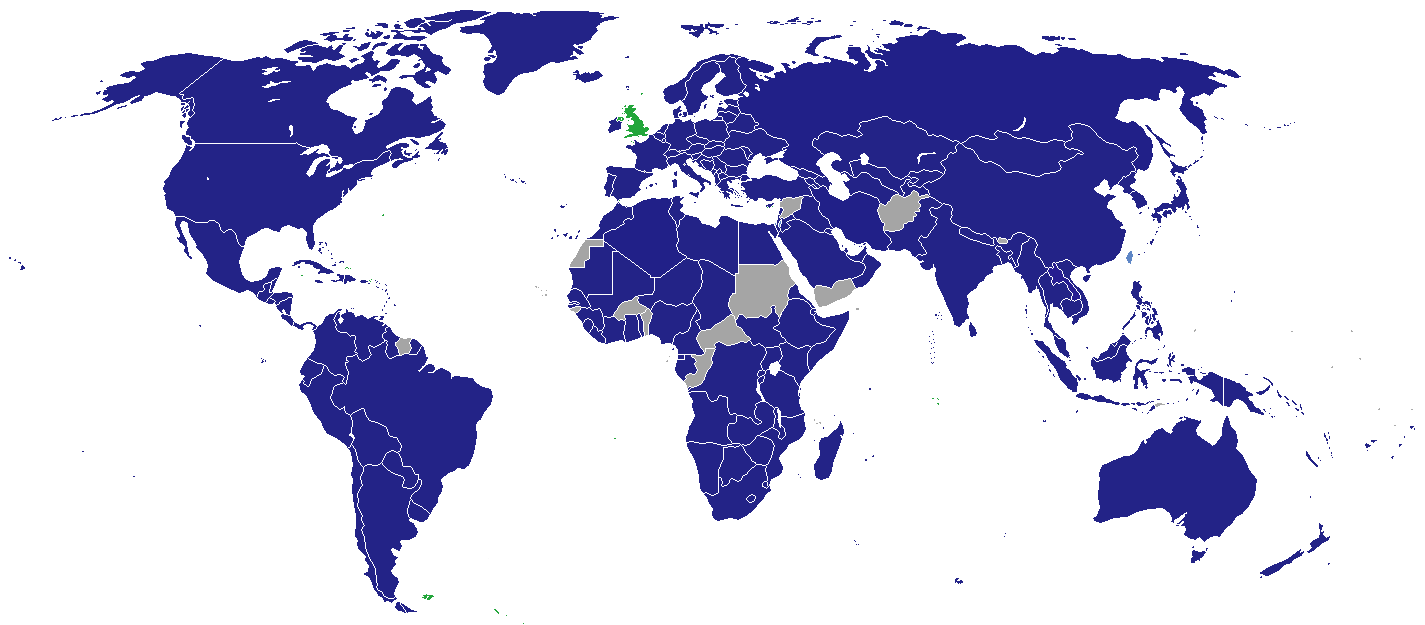
Représentations diplomatiques mondiales du Royaume-Uni.

Les représentations diplomatiques britanniques constituent un des plus grands réseaux diplomatiques dans le monde. Les missions diplomatiques britanniques dans les capitales des autres pays du Commonwealth britannique sont appelées « hauts-commissariats » ; le terme « ambassade » est réservé pour les missions diplomatiques dans les capitales du reste du monde.

## Afrique
- Afrique du Sud
  - Pretoria (haut-commissariat)
  - Le Cap (consulat général)
- Algérie
  - Alger (ambassade)
- Angola
  - Luanda (ambassade)
- Botswana
  - Gaborone (haut-commissariat)
- Burundi
  - Bujumbura (bureau de l'ambassade)
- Cameroun
  - Yaoundé (haut-commissariat)
- Côte d'Ivoire
  - Abidjan (ambassade)
- Djibouti
  - Djibouti (ambassade)
- Égypte
  - Le Caire (ambassade)
  - Alexandrie (consulat général)
- Érythrée
  - Asmara (ambassade)
- Éthiopie
  - Addis-Abeba (ambassade)
- Gambie
  - Banjul (ambassade)
- Ghana
  - Accra (haut-commissariat)
- Guinée
  - Conakry (ambassade)
- Kenya
  - Nairobi (haut-commissariat)
- Liberia
  - Monrovia (ambassade)
- Libye
  - Tripoli (ambassade)
- Madagascar
  - Antananarivo (ambassade)
- Malawi
  - Lilongwe (haut-commissariat)
- Mali
  - Bamako (ambassade)
- Maroc
  - Rabat (ambassade)
  - Casablanca (consulat général)
- Maurice
  - Port Louis (haut-commissariat)
- Mauritanie
  - Nouakchott (ambassade)
- Mozambique
  - Maputo (haut-commissariat)
- Namibie
  - Windhoek (haut-commissariat)
- Niger
  - Niamey (ambassade)
- Nigeria
  - Abuja (haut-commissariat)
  - Lagos (député haut-commissariat)
- Ouganda
  - Kampala (haut-commissariat)
- République démocratique du Congo
  - Kinshasa (ambassade)
- Rwanda
  - Kigali (haut-commissariat)
- Sénégal
  - Dakar (ambassade)
- Seychelles
  - Victoria (haut-commissariat)
- Sierra Leone
  - Freetown (haut-commissariat)
- Somalie
  - Mogadiscio (ambassade)
- Soudan du Sud
  - Djouba (ambassade)
- Tanzanie
  - Dar es Salam (haut-commissariat)
- Tchad
  - N'Djaména (ambassade)
- Tunisie
  - Tunis (ambassade)
- Zambie
  - Lusaka (haut-commissariat)
- Zimbabwe
  - Harare (ambassade)

## Amérique
- Argentine
  - Buenos Aires (ambassade)
- Barbade
  - Bridgetown (haut-commissariat)
- Belize
  - Belmopan (haut-commissariat)
- Bolivie
  - La Paz (ambassade)
- Brésil
  - Brasilia (ambassade)
  - Belo Horizonte (consulat général)
  - Recife (consulat général)
  - Rio de Janeiro (consulat général)
  - São Paulo (consulat général)
- Canada
  - Ottawa (haut-commissariat)
  - Calgary (consulat général)
  - Montréal (consulat général)
  - Toronto (consulat général)
  - Vancouver (consulat général)
- Chili
  - Santiago (ambassade)
- Colombie
  - Bogota (ambassade)
- Costa Rica
  - San José (ambassade)
- Cuba
  - La Havane (ambassade)
- Équateur
  - Quito (ambassade)
- États-Unis
  - Washington, D.C. (ambassade)
  - Atlanta (consulat général)
  - Boston (consulat général)
  - Chicago (consulat général)
  - Houston (consulat général)
  - Los Angeles (consulat général)
  - Miami (consulat général)
  - New York (consulat général)
  - San Francisco (consulat général)
- Guatemala
  - Guatemala (ambassade)
- Guyana
  - Georgetown (haut-commissariat)
- Haïti
  - Port-au-Prince (ambassade)
- Jamaïque
  - Kingston (haut-commissariat)
- Mexique
  - Mexico (ambassade)
  - Cancún (consulat général)
- Panama
  - Panama (ambassade)
- Paraguay
  - Asuncion (ambassade)
- Pérou
  - Lima (ambassade)
- République dominicaine
  - Saint-Domingue (ambassade)
- Sainte-Lucie
  - Castries (haut-commissariat)
- Salvador
  - San Salvador (ambassade)
- Trinité-et-Tobago
  - Port d'Espagne (haut-commissariat)
- Uruguay
  - Montevideo (ambassade)
- Venezuela
  - Caracas (ambassade)

## Asie
- Arabie saoudite
  - Riyad (ambassade)
  - Djeddah (consulat général)
  - Khobar (office de commerce)
- Arménie
  - Erevan (ambassade)
- Azerbaïdjan
  - Bakou (ambassade)
- Bahreïn
  - Manama (ambassade)
- Bangladesh
  - Dacca (haut-commissariat)
- Birmanie
  - Rangoun (ambassade)
- Brunei
  - Bandar Seri Begawan (haut-commissariat)
- Cambodge
  - Phnom Penh (ambassade)
- Chine
  - Pékin (ambassade)
  - Canton (consulat général)
  - Hong Kong (consulat général)[note 1]
  - Shanghai (consulat général)
  - Wuhan (consulat général)
- Chypre
  - Nicosie (haut-commissariat)
- Corée du Nord
  - Pyongyang (ambassade)
- Corée du Sud
  - Séoul (ambassade)
- Émirats arabes unis
  - Abou Dabi (ambassade)
  - Dubaï (consulat général)
- Géorgie
  - Tbilissi (ambassade)
- Inde
  - New Delhi (haut-commissariat)
  - Ahmedabad (député haut-commissariat)
  - Bangalore (député haut-commissariat)
  - Bombay (député haut-commissariat)
  - Calcutta (député haut-commissariat)
  - Chandigarh (député haut-commissariat)
  - Chennai (député haut-commissariat)
  - Hyderabad (député haut-commissariat)
  - Panaji (bureau d'assistance aux ressortissants britanniques)
- Indonésie
  - Jakarta (ambassade)
  - Bali (consulat)
- Irak
  - Bagdad (ambassade)
  - Erbil (consulat général)
- Iran
  - Téhéran (ambassade)
- Israël
  - Tel Aviv (ambassade)
  - Jérusalem (consulat général)
- Japon
  - Tokyo (ambassade)
  - Osaka (consulat général)
- Jordanie
  - Amman (ambassade)
- Kazakhstan
  - Astana (ambassade)
- Kirghizistan
  - Bishkek (ambassade)
- Koweït
  - Koweit (ambassade)
- Laos
  - Vientiane (ambassade)
- Liban
  - Beyrouth (ambassade)
- Malaisie
  - Kuala Lumpur (haut-commissariat)
- Maldives
  - Malé (haut-commissariat)
- Mongolie
  - Oulan Bator (ambassade)
- Népal
  - Katmandou (ambassade)
- Oman
  - Mascate (ambassade)
- Ouzbékistan
  - Tachkent (ambassade)
- Pakistan
  - Islamabad (haut-commissariat)
  - Karachi (député haut-commissariat)
  - Lahore (bureau du Haut-Commissariat)
- Philippines
  - Manille (ambassade)
- Qatar
  - Doha (ambassade)
- Singapour
  - Singapour (haut-commissariat)
- Sri Lanka
  - Colombo (haut-commissariat)
- Taïwan
  - Taipei (office britannique)
- Tadjikistan
  - Douchanbé (ambassade)
- Thaïlande
  - Bangkok (ambassade)
  - Chiang Mai (consulat général)
- Turquie
  - Ankara (ambassade)
  - Istanbul (consulat général)
  - İzmir (consulat)
  - Antalya (vice-consulat)
- Turkménistan
  - Achgabat (ambassade)
- Vietnam
  - Hanoi (ambassade)
  - Hô-Chi-Minh-Ville (consulat général)

## Europe
- Albanie
  - Tirana (ambassade)
- Allemagne
  - Berlin (ambassade)
  - Düsseldorf (consulat général)
  - Munich (consulat général)
- Autriche
  - Vienne (ambassade)
- Biélorussie
  - Minsk (ambassade)
- Belgique
  - Bruxelles (ambassade)
- Bosnie-Herzégovine
  - Sarajevo (ambassade)
  - Banja Luka (bureau de l'ambassade)
- Bulgarie
  - Sofia (ambassade)
- Croatie
  - Zagreb (ambassade)
- Danemark
  - Copenhague (ambassade)
- Espagne
  - Madrid (ambassade)
  - Barcelone (consulat général)
  - Alicante (consulat)
  - Ibiza (consulat)
  - Las Palmas (consulat)
  - Málaga (consulat)
  - Palma (consulat)
  - Santa Cruz de Tenerife (consulat)
- Estonie
  - Tallinn (ambassade)
- Finlande
  - Helsinki (ambassade)
- France
  - Paris (ambassade)
  - Bordeaux (consulat)
  - Marseille (consulat)
- Grèce
  - Athènes (ambassade)
  - Corfu (consulat)
  - Héraklion (consulat)
  - Rhodes (consulat)
  - Zakynthos (consulat)
- Hongrie
  - Budapest (ambassade)
- Islande
  - Reykjavík (ambassade)
- Irlande
  - Dublin (ambassade)
- Italie
  - Rome (ambassade)
  - Milan (consulat général)
- Kosovo
  - Pristina (ambassade)
- Lettonie
  - Riga (ambassade)
- Lituanie
  - Vilnius (ambassade)
- Luxembourg
  - Luxembourg (ambassade)
- Macédoine
  - Skopje (ambassade)
- Malte
  - La Vallette (haut-commissariat)
- Moldavie
  - Chișinău (ambassade)
- Monténégro
  - Podgorica (ambassade)
- Norvège
  - Oslo (ambassade)
- Pays-Bas
  - La Haye (ambassade)
- Pologne
  - Varsovie (ambassade)
- Portugal
  - Lisbonne (ambassade)
- République tchèque
  - Prague (ambassade)
- Roumanie
  - Bucarest (ambassade)
- Russie
  - Moscou (ambassade)
  - Iekaterinbourg (consulat général)
- Saint-Siège
  - Vatican (ambassade)[note 2]
- Serbie
  - Belgrade (ambassade)
- Slovaquie
  - Bratislava (ambassade)
- Slovénie
  - Ljubljana (ambassade)
- Suède
  - Stockholm (ambassade)
- Suisse
  - Berne (ambassade)
- Ukraine
  - Kiev (ambassade)

## Océanie
- Australie
  - Canberra (haut-commissariat)
  - Brisbane (consulat général)
  - Melbourne (consulat général)
  - Perth (consulat général)
  - Sydney (consulat général)
- Fidji
  - Suva (haut-commissariat)
- Nouvelle-Zélande
  - Wellington (haut-commissariat)
  - Auckland (consulat général)
- Papouasie-Nouvelle-Guinée
  - Port Moresby (haut-commissariat)
- Îles Salomon
  - Honiara (haut-commissariat)
- Samoa
  - Apia (haut-commissariat)
- Tonga
  - Nukuʻalofa (haut-commissariat)
- Vanuatu
  - Port-Vila (haut-commissariat)

## Galerie

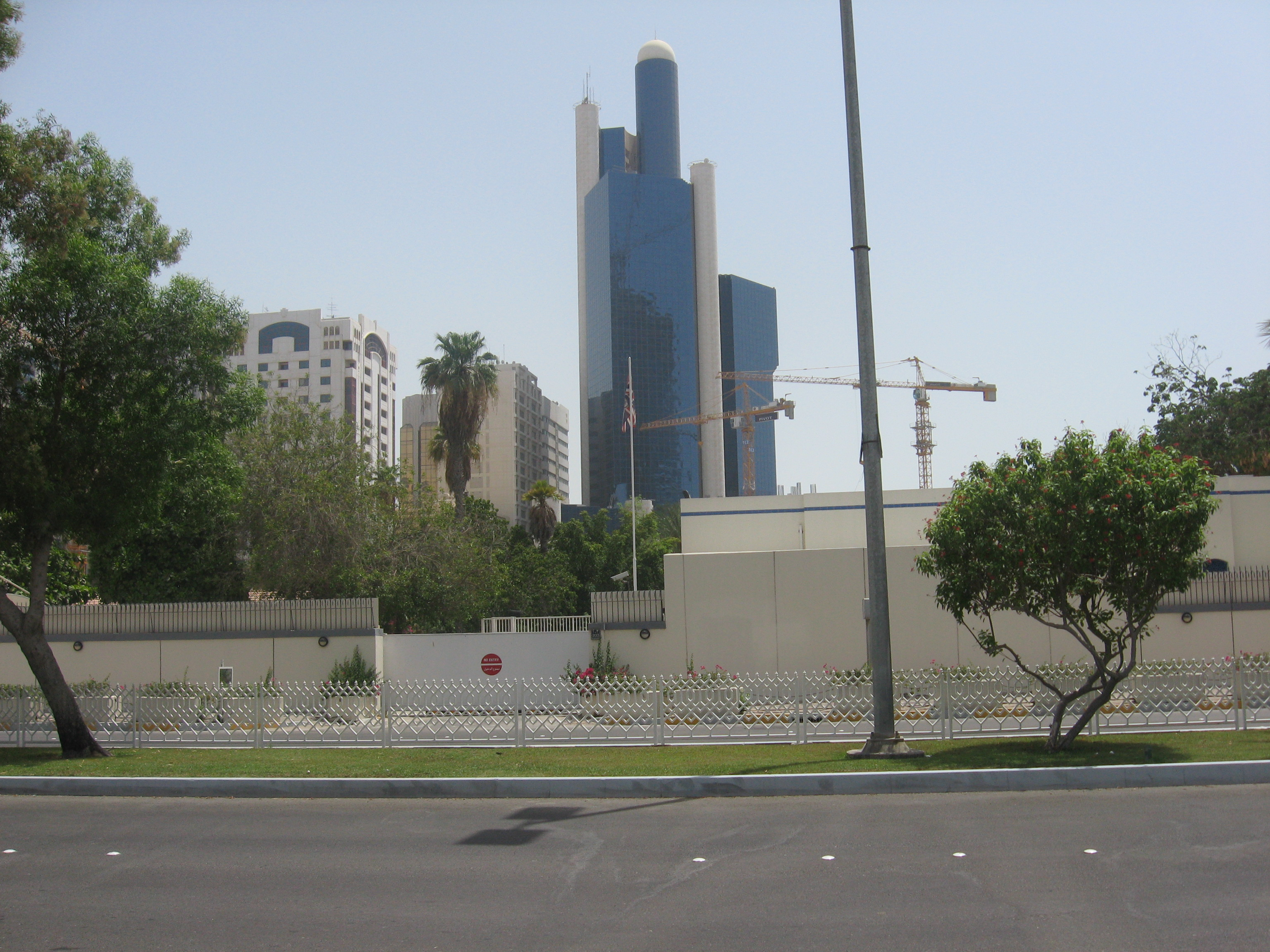
Ambassade à Abou Dabi.
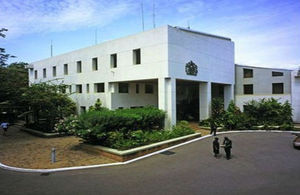
Haut-commissariat à Accra.
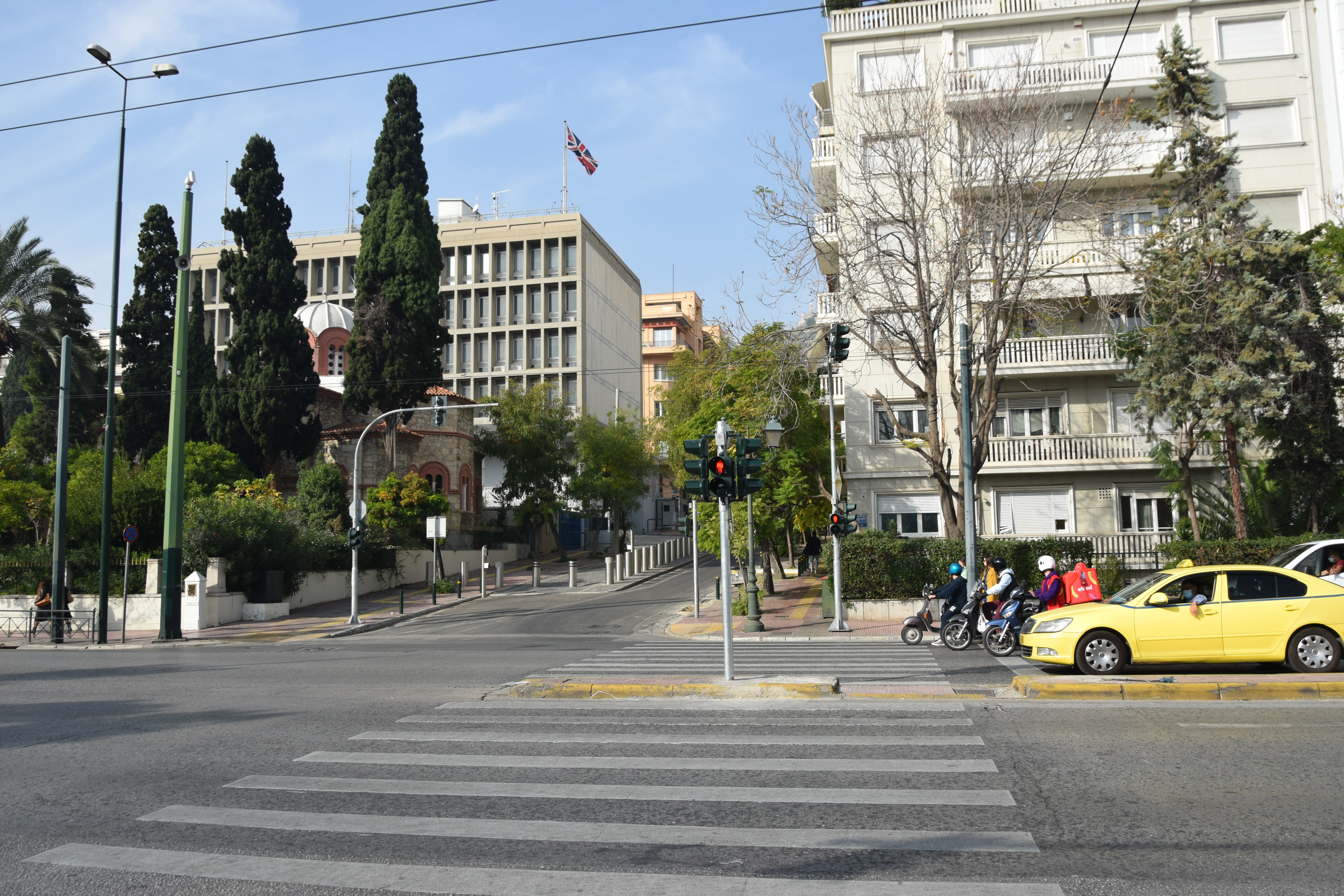
Ambassade à Athènes.
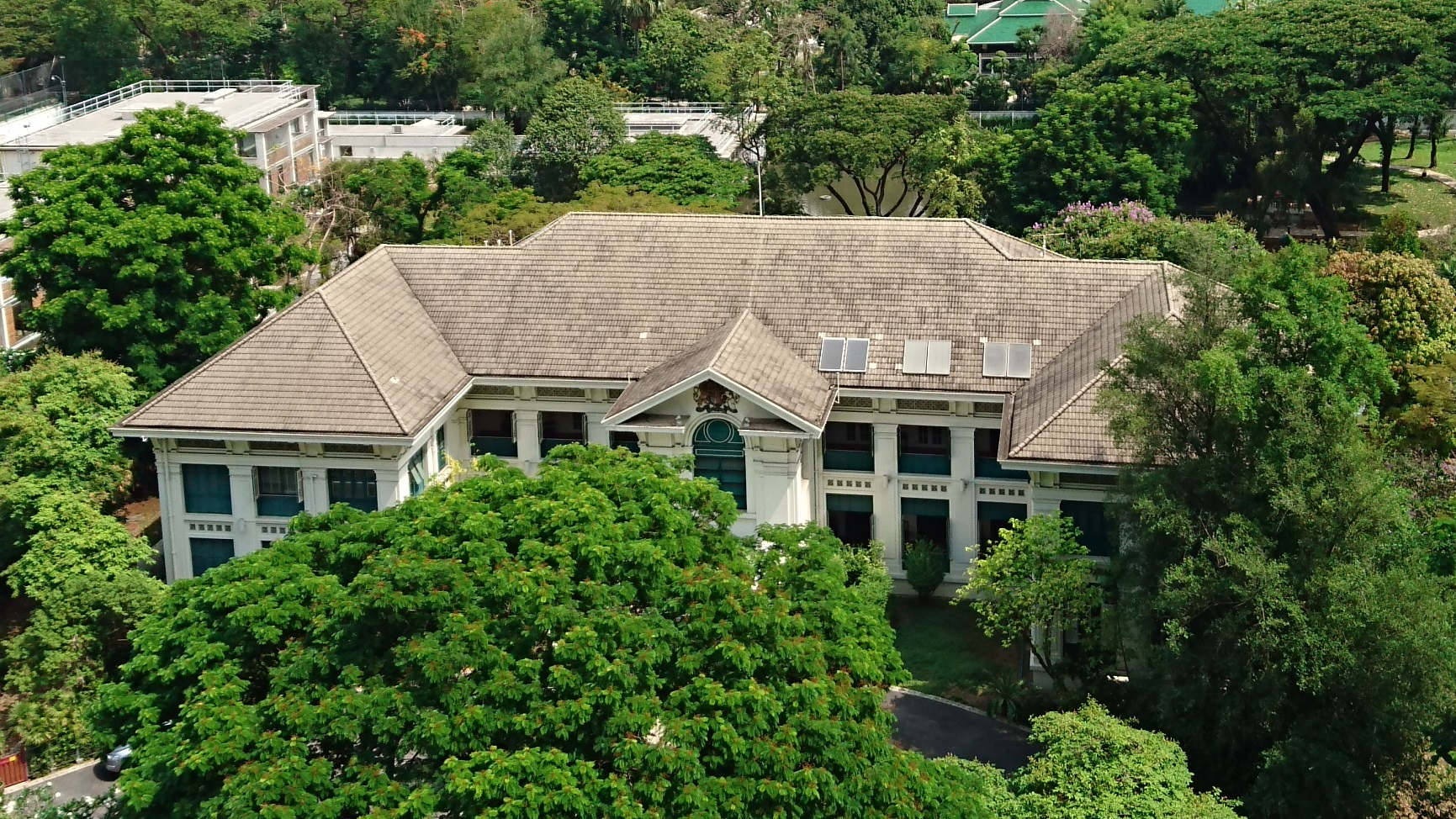
Ambassade à Bangkok.
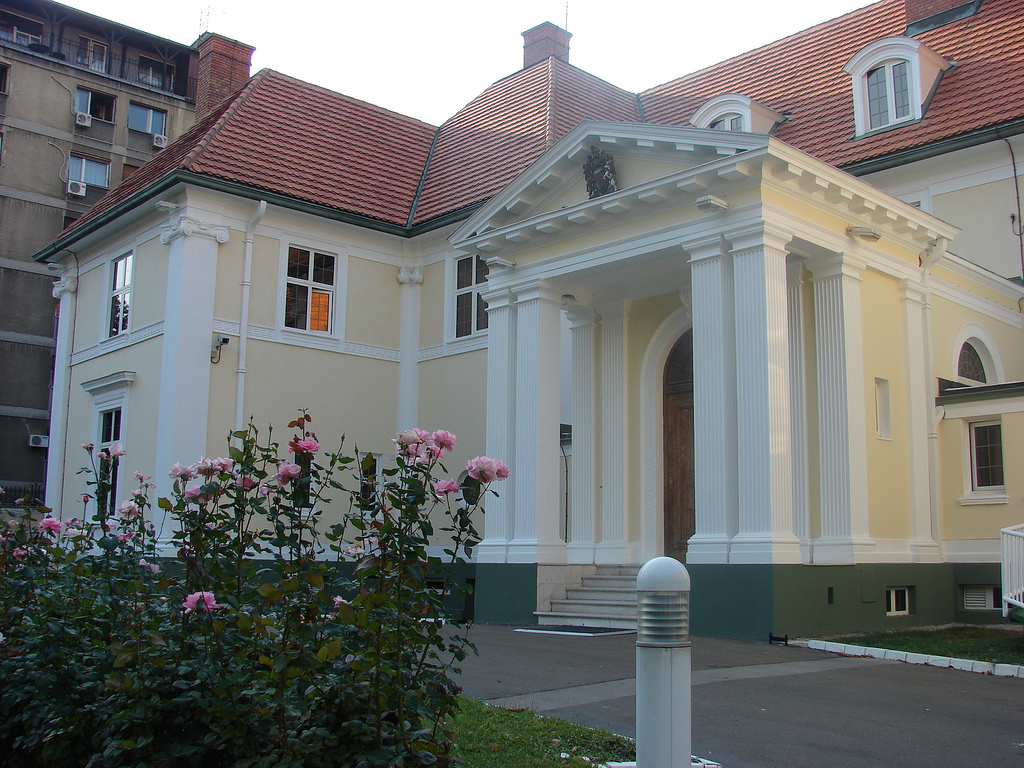
Ambassade à Belgrade.
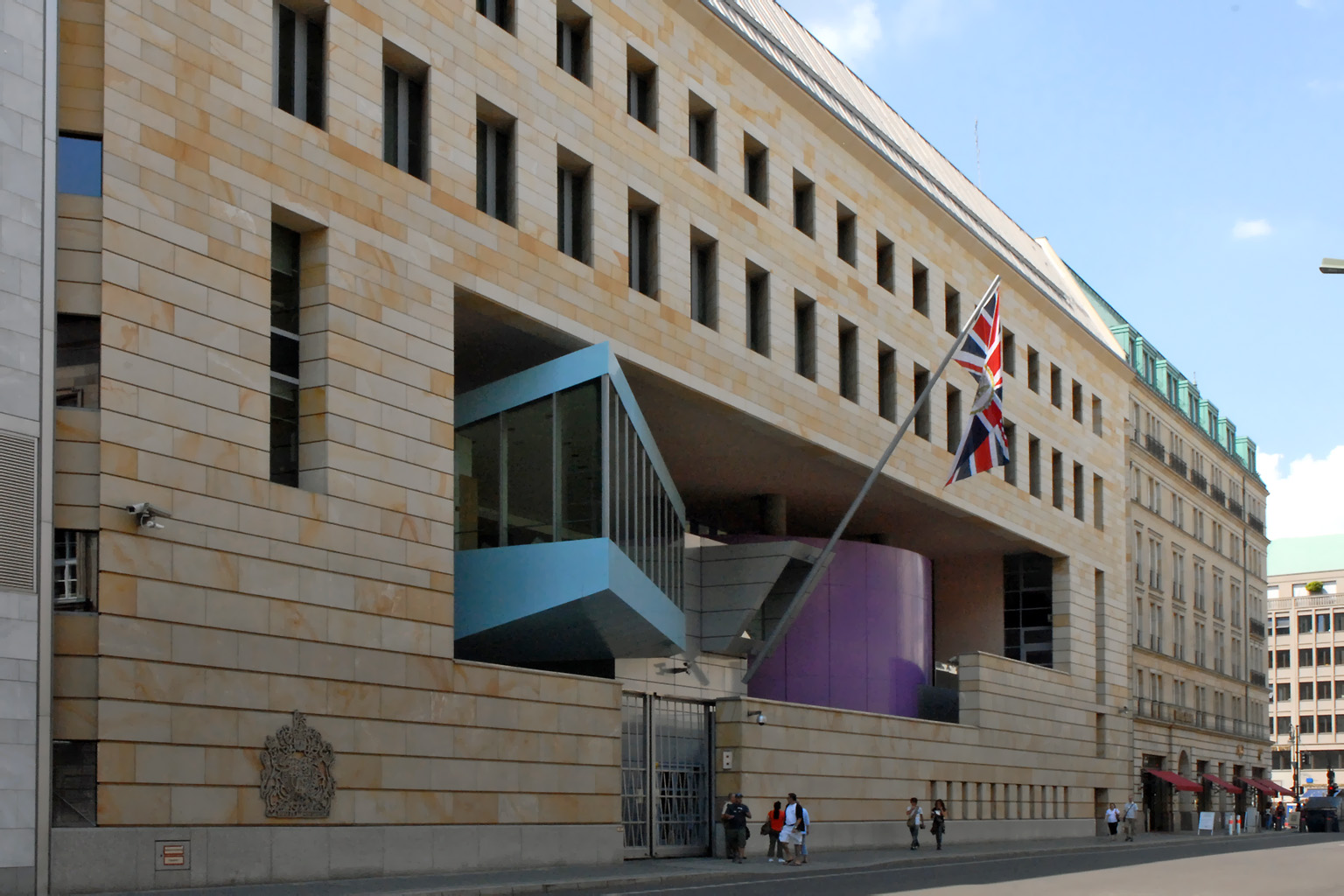
Ambassade à Berlin.
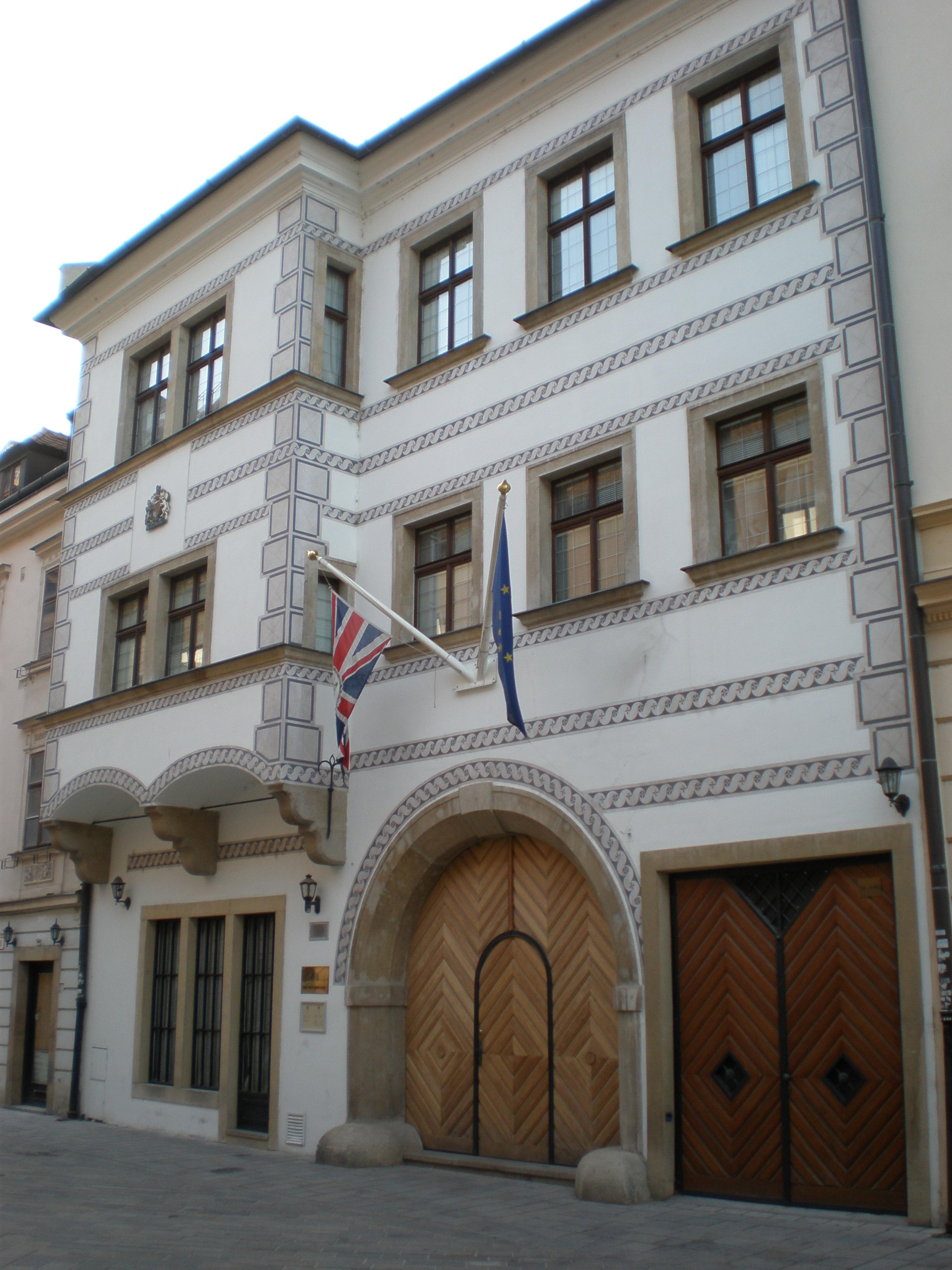
Ambassade à Bratislava.
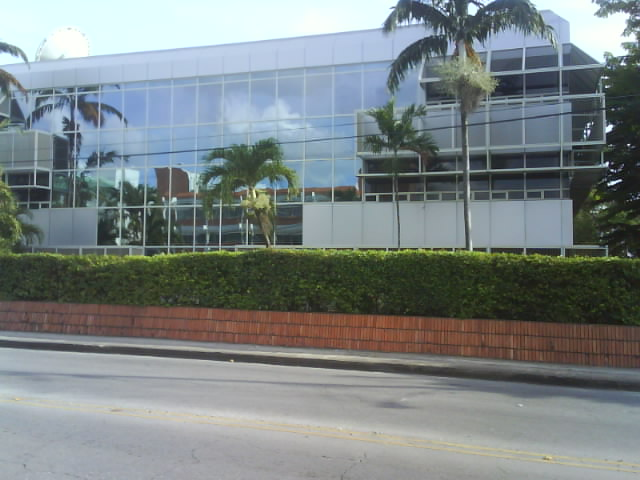
Haut-Commissariat à Bridgetown.
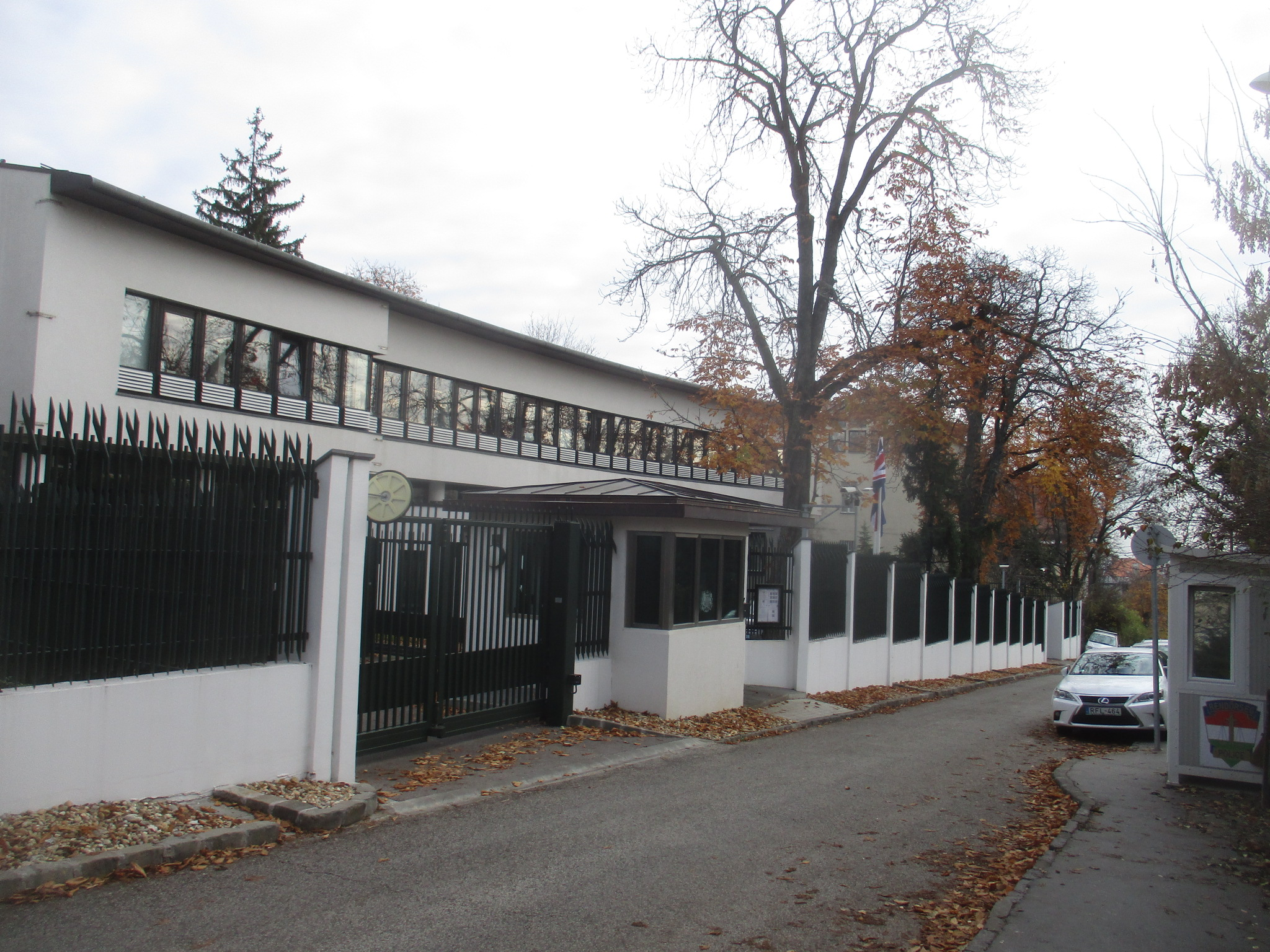
Ambassade à Budapest.
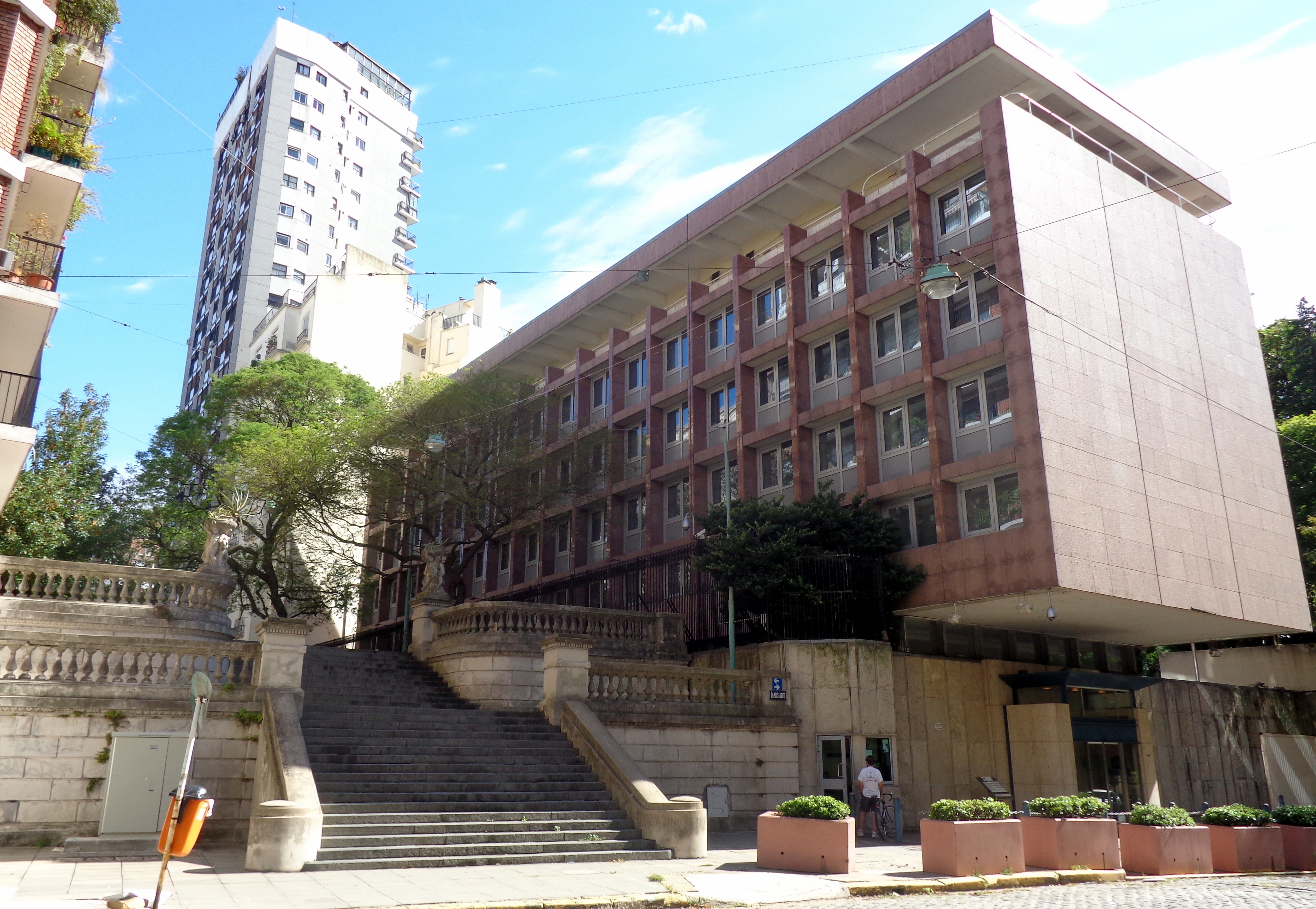
Ambassade à Buenos Aires.
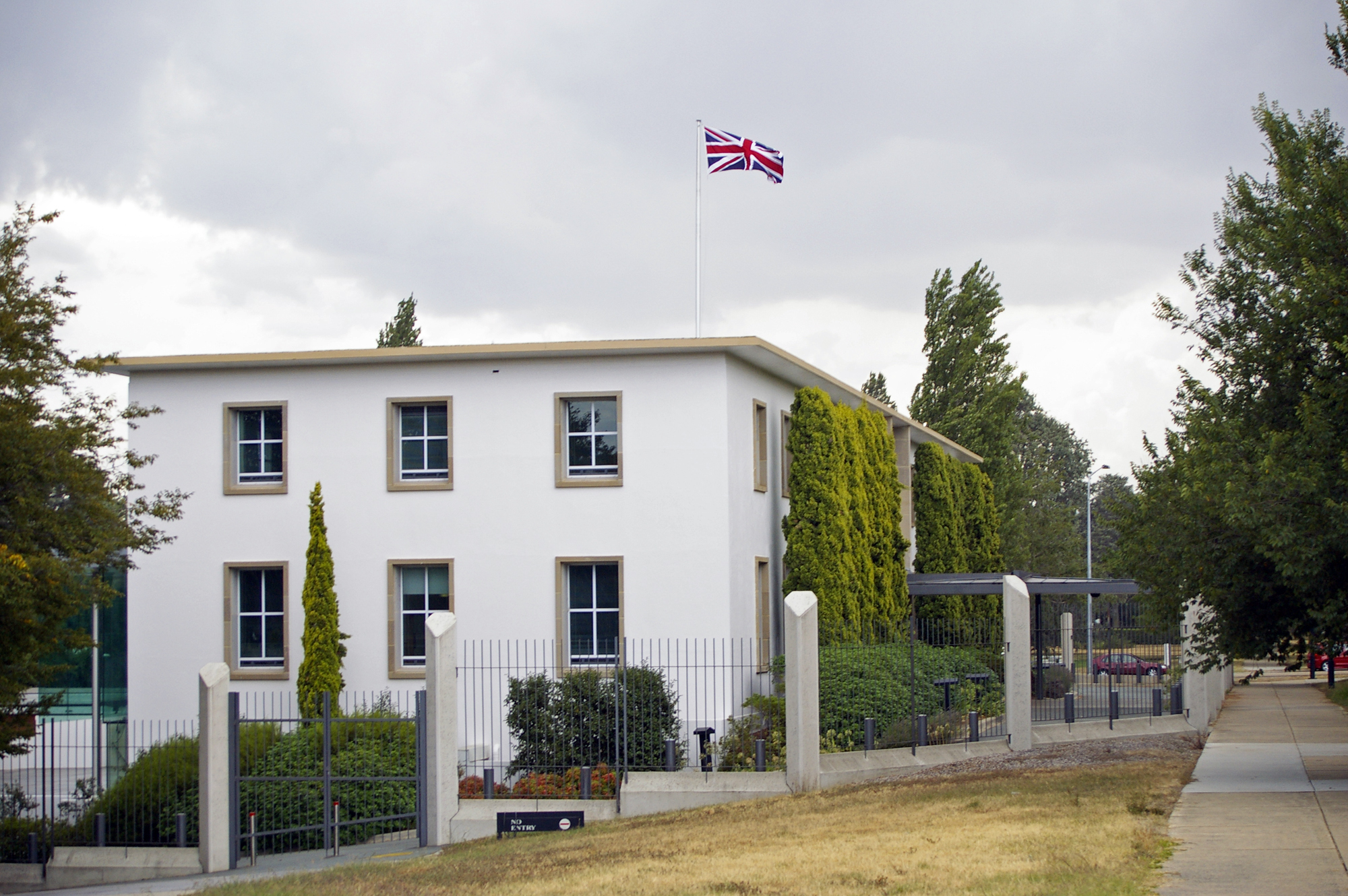
Haut-Commissariat à Canberra.
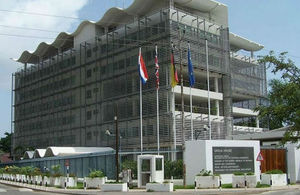
Haut-commissariat à Dar es Salam.
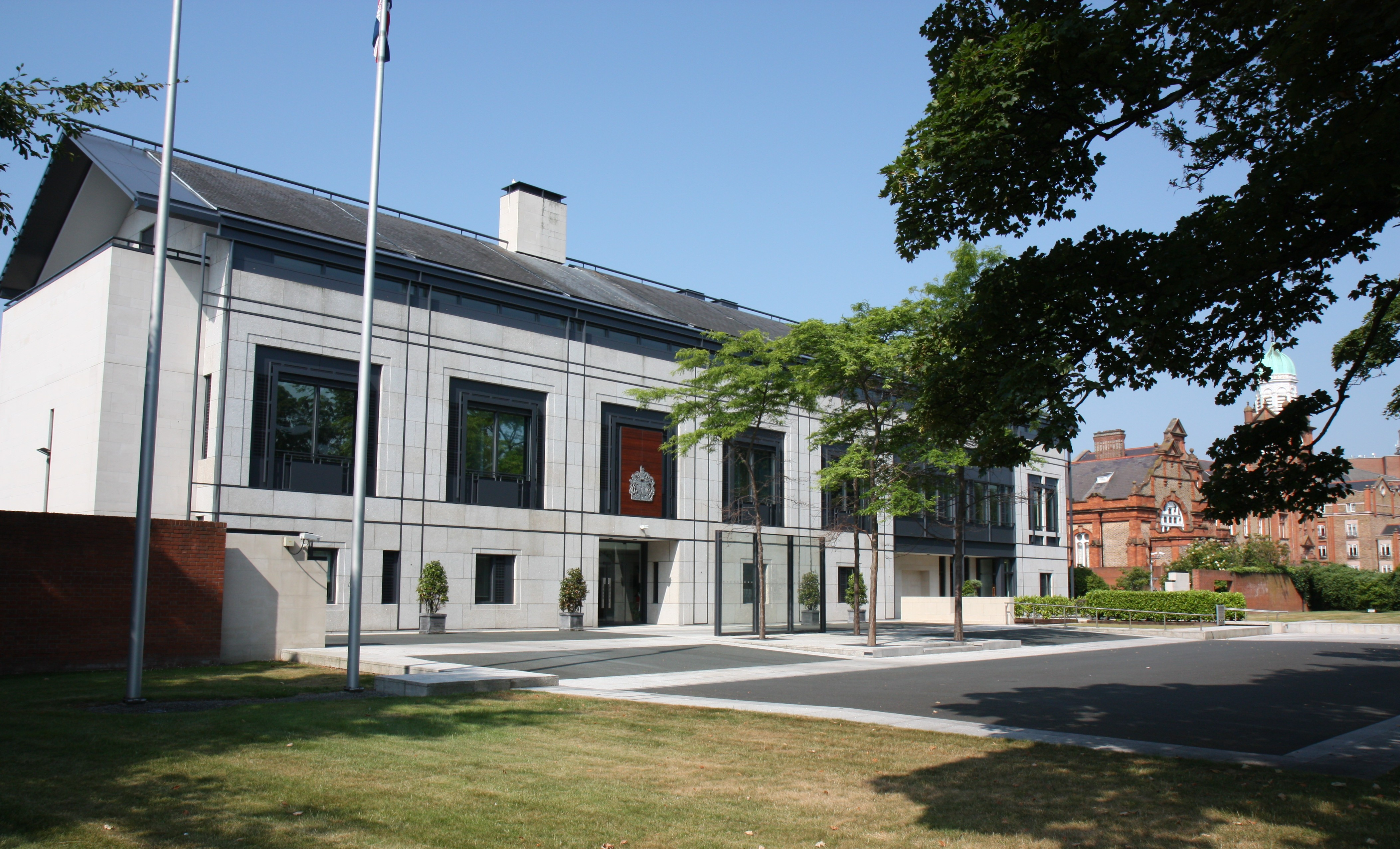
Ambassade à Dublin.
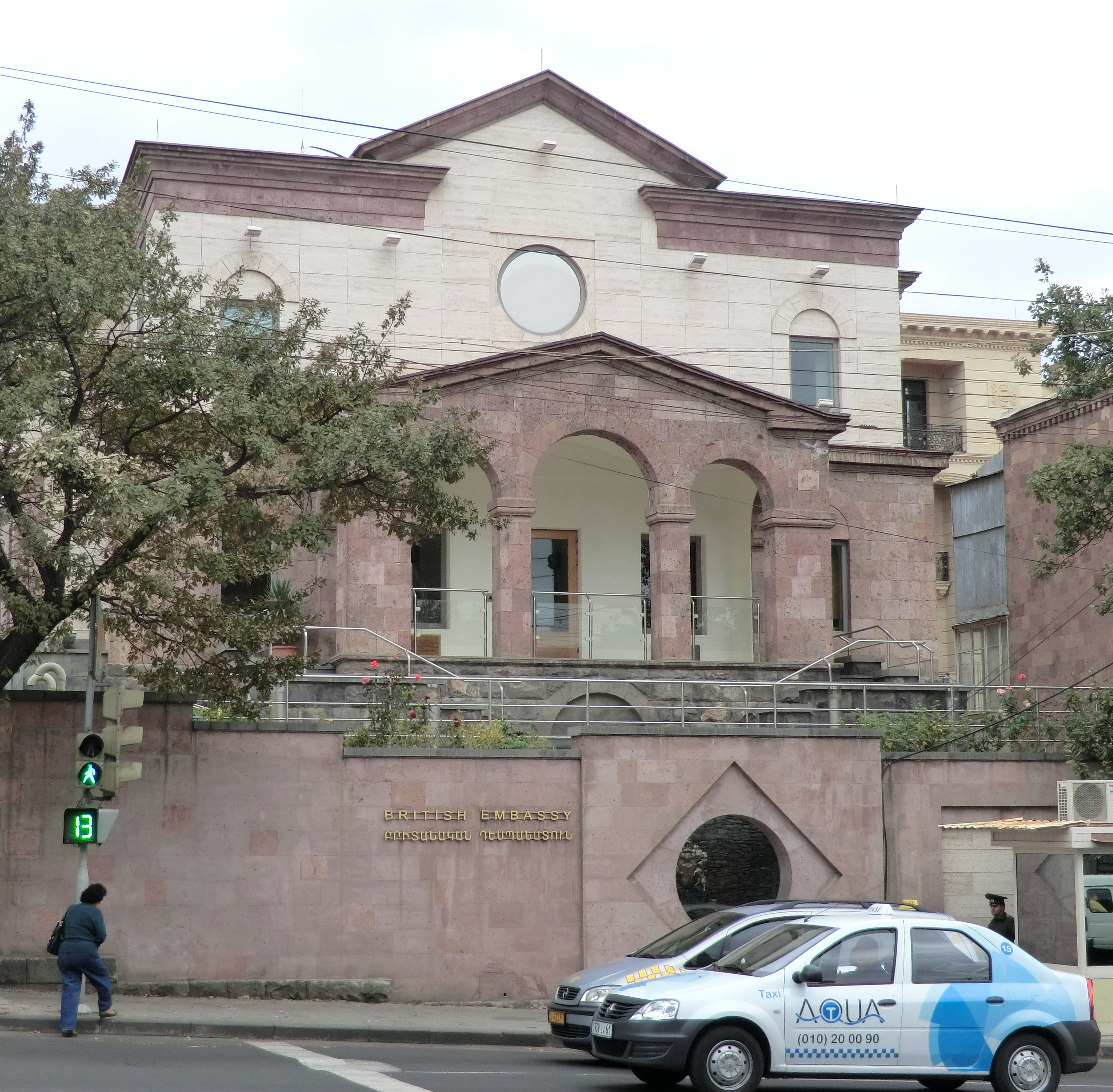
Ambassade à Erevan.
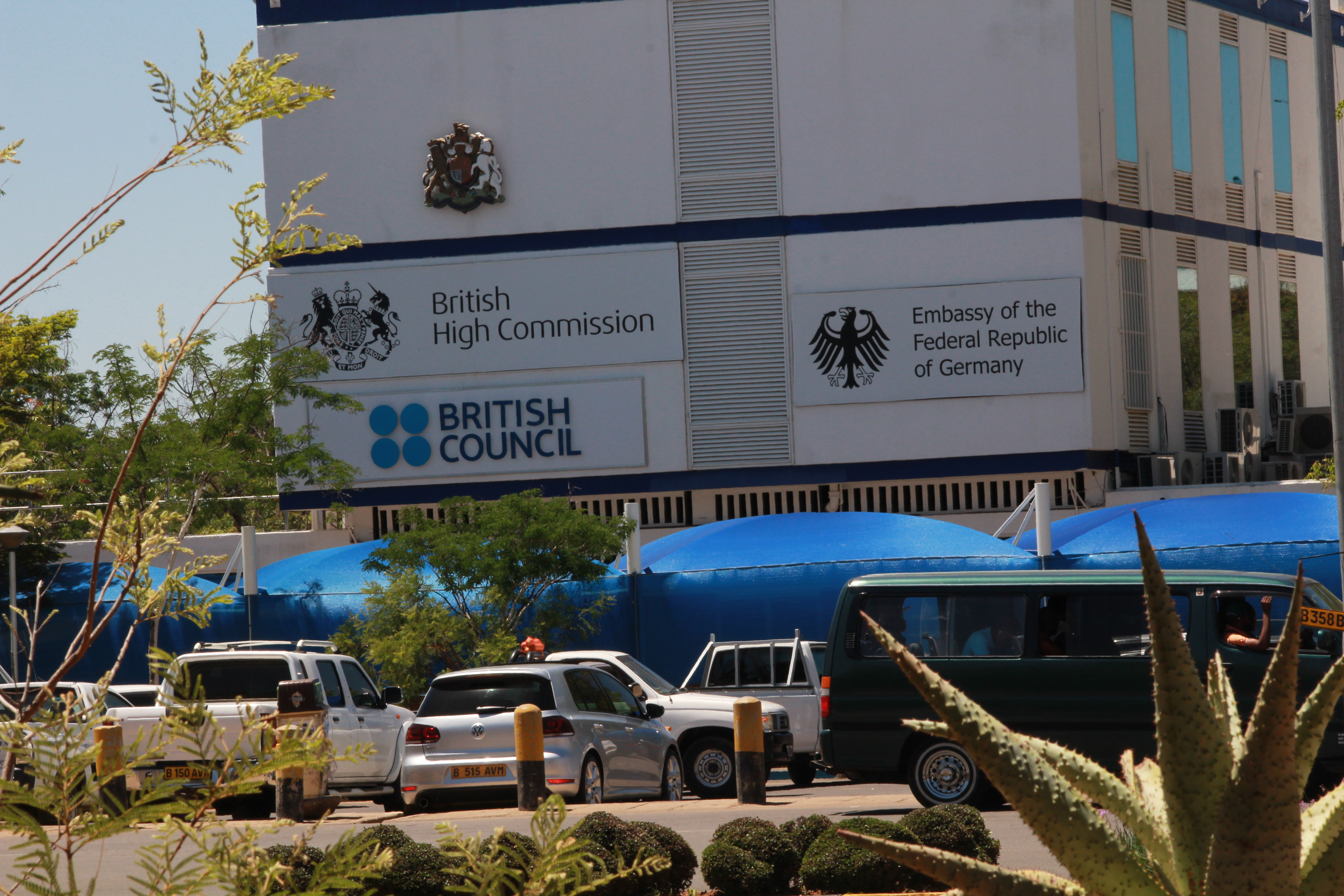
Haut-commissariat à Gaborone.
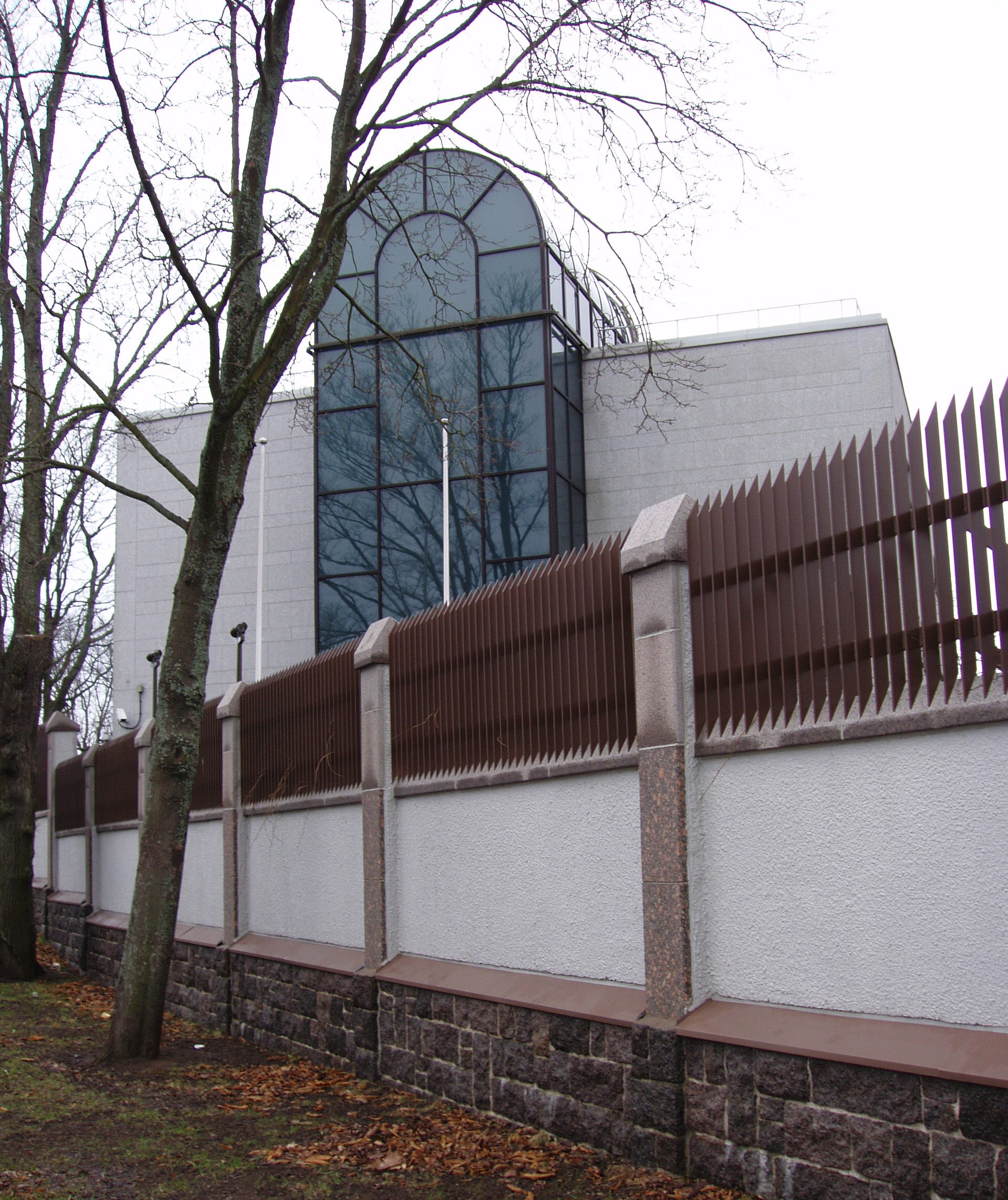
Ambassade à Helsinki.
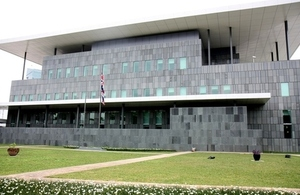
Ambassade à Jakarta.
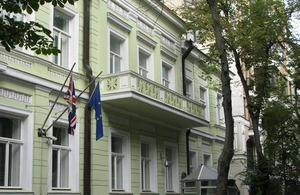
Ambassade à Kiev.
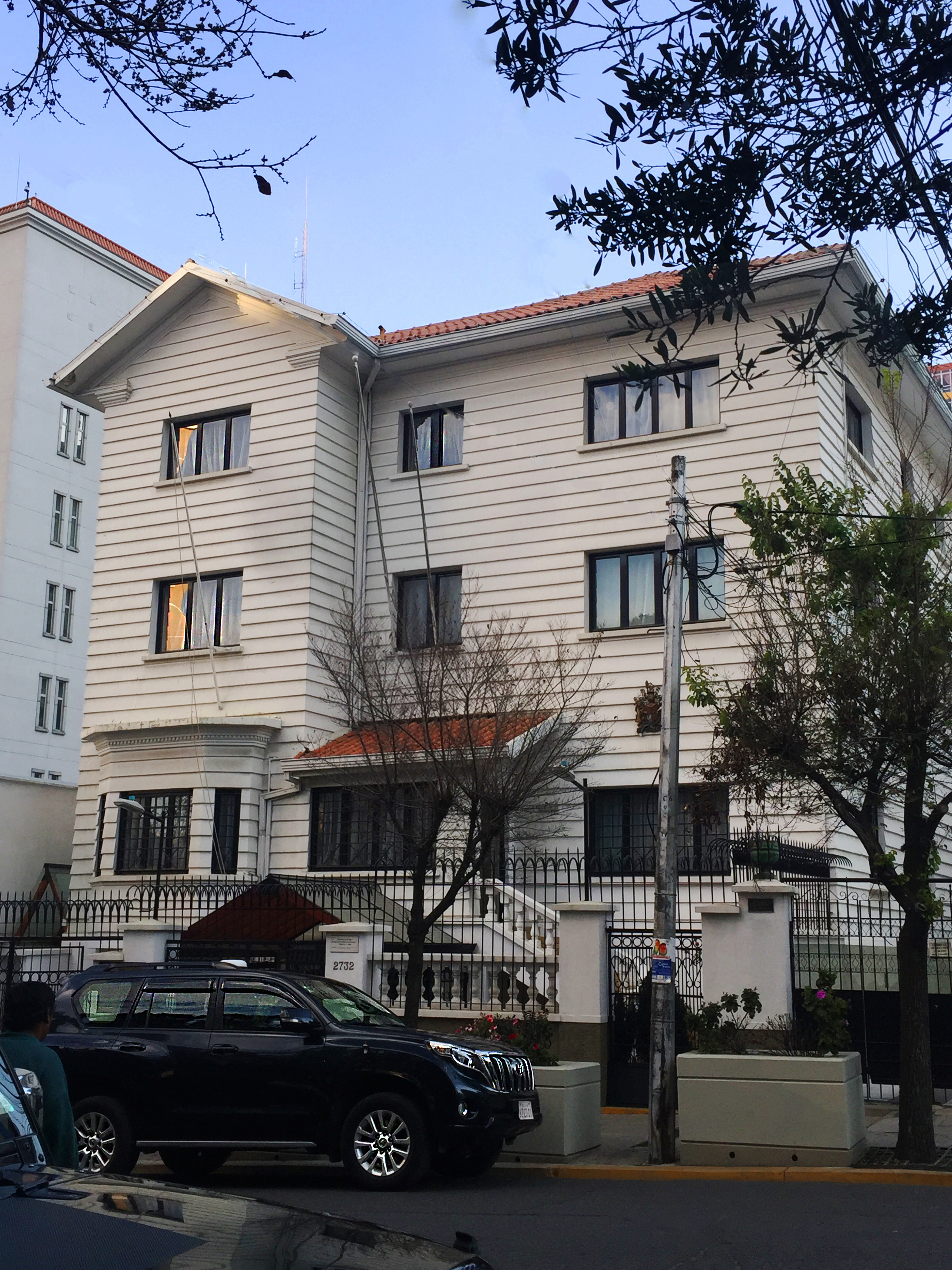
Ambassade à La Paz.
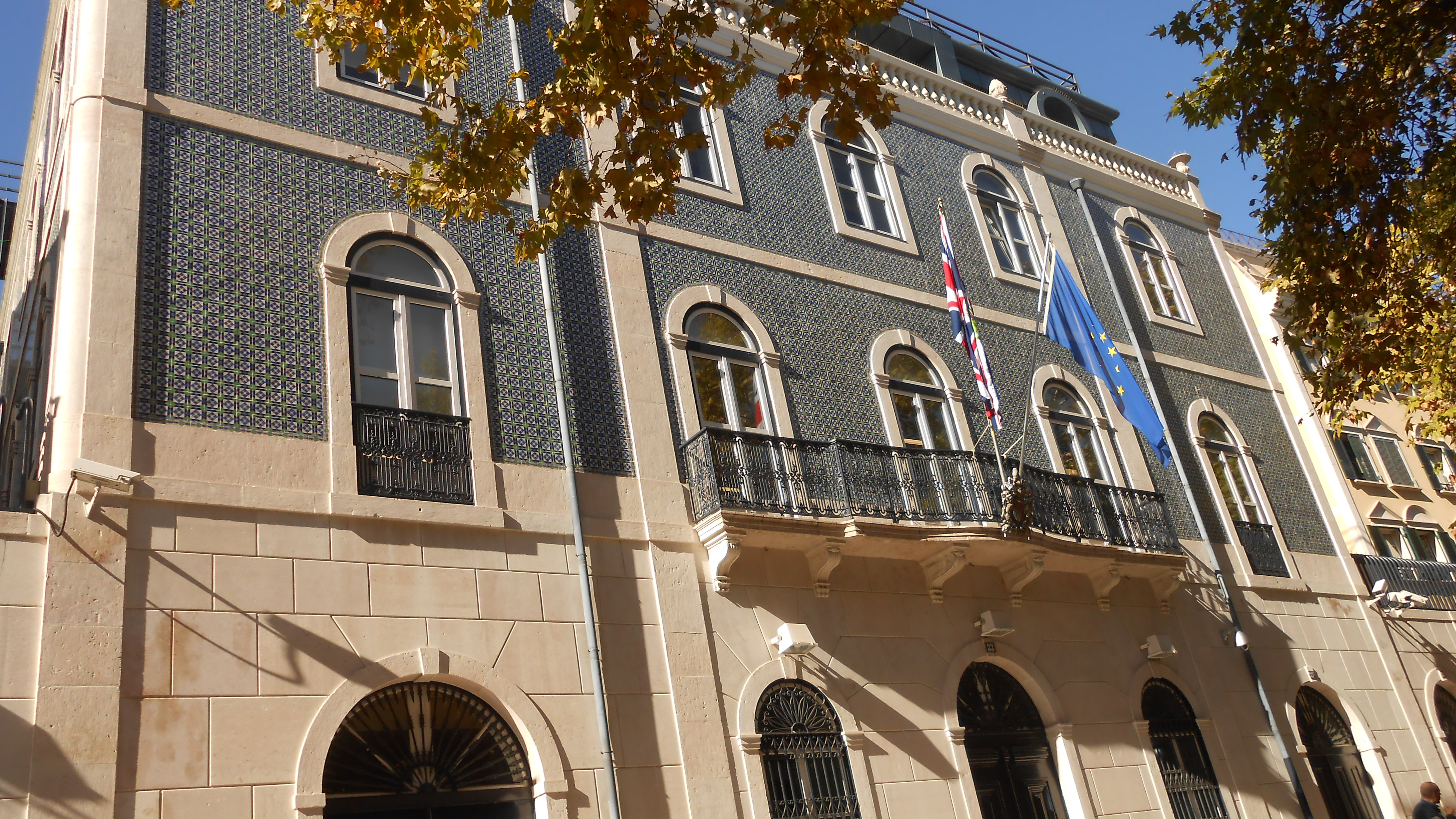
Ambassade à Lisbonne.
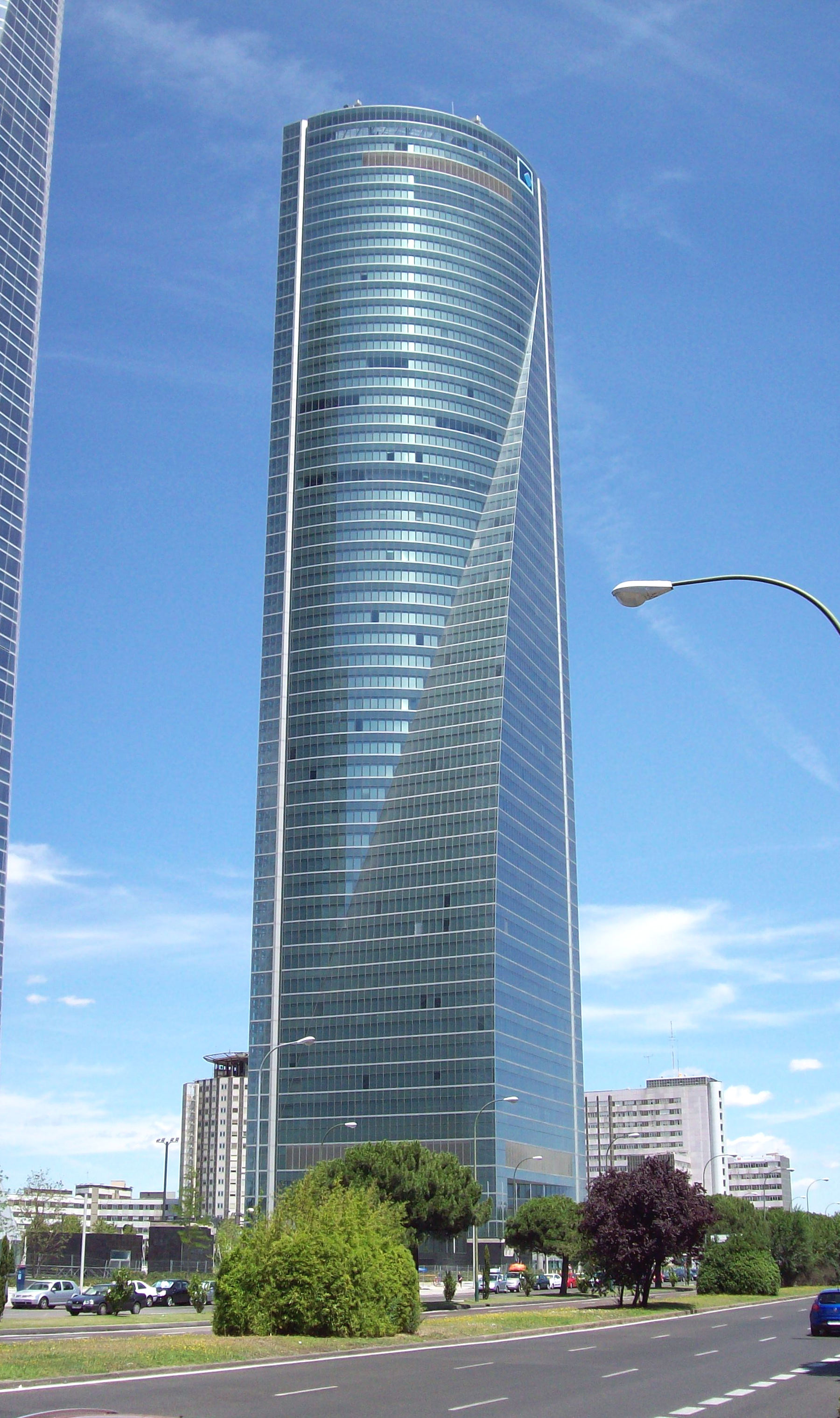
La Tour Espace, qui abrite l'ambassade à Madrid.
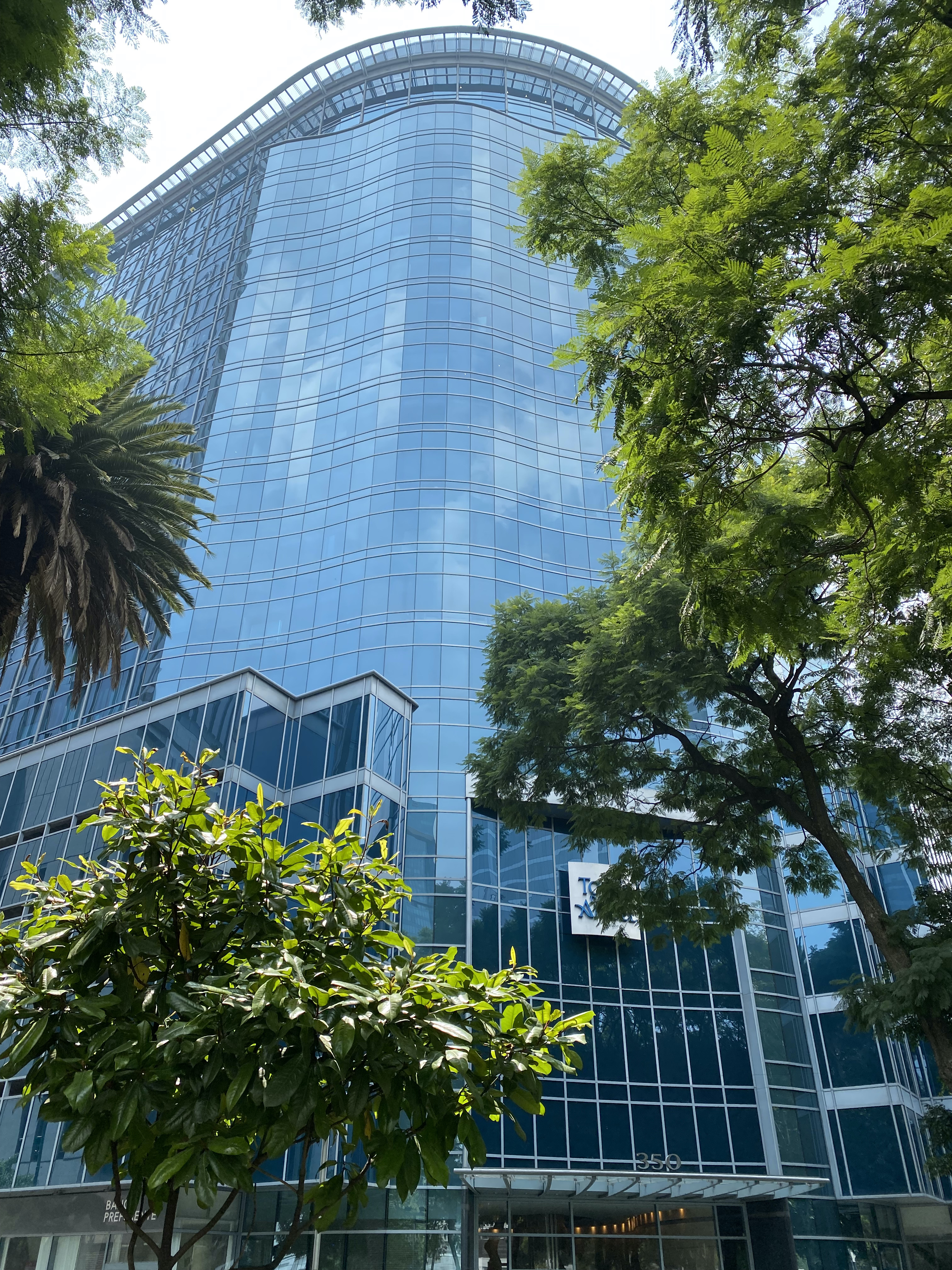
Bâtiment abritant l'ambassade à Mexico.
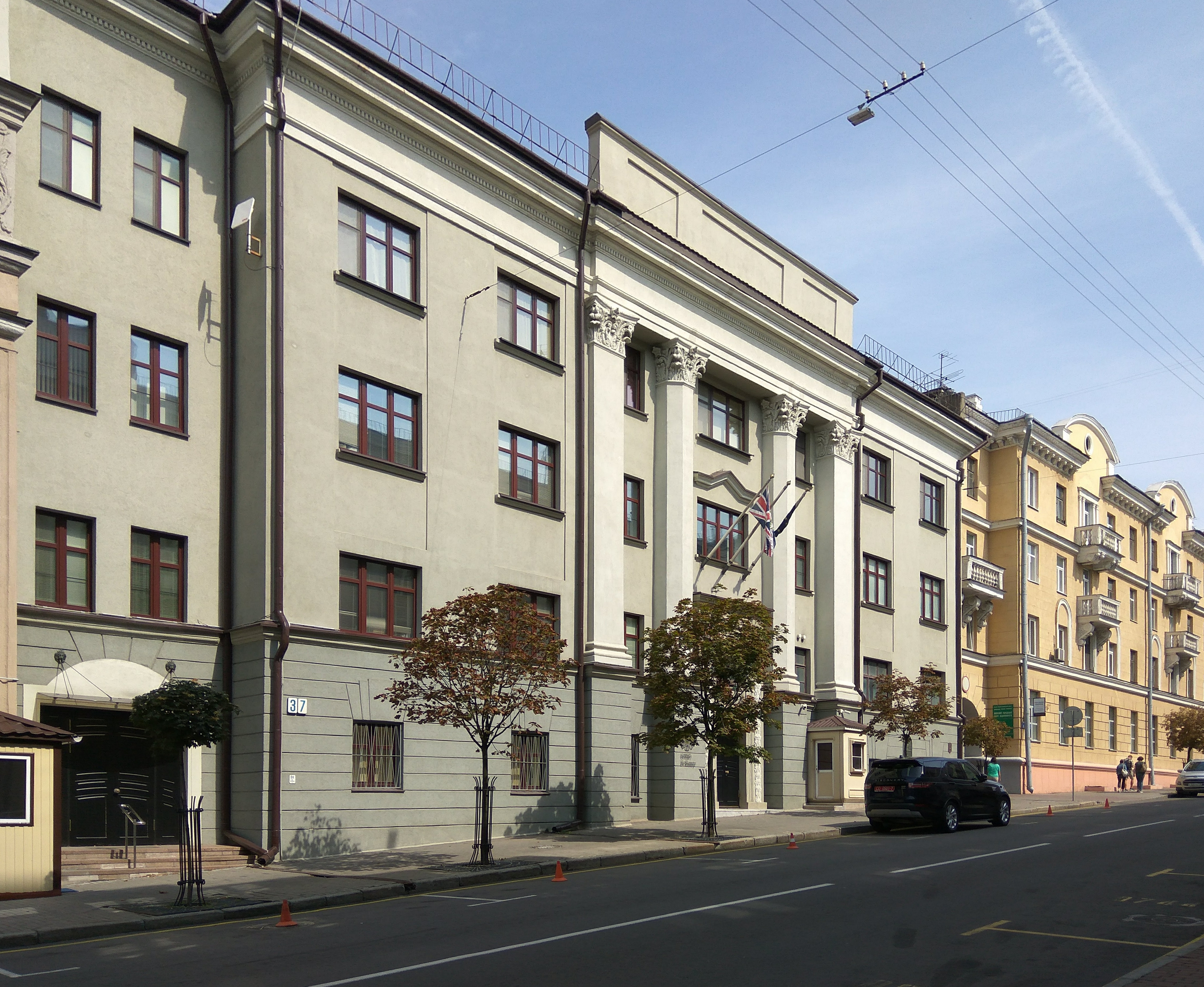
Ambassade à Minsk.
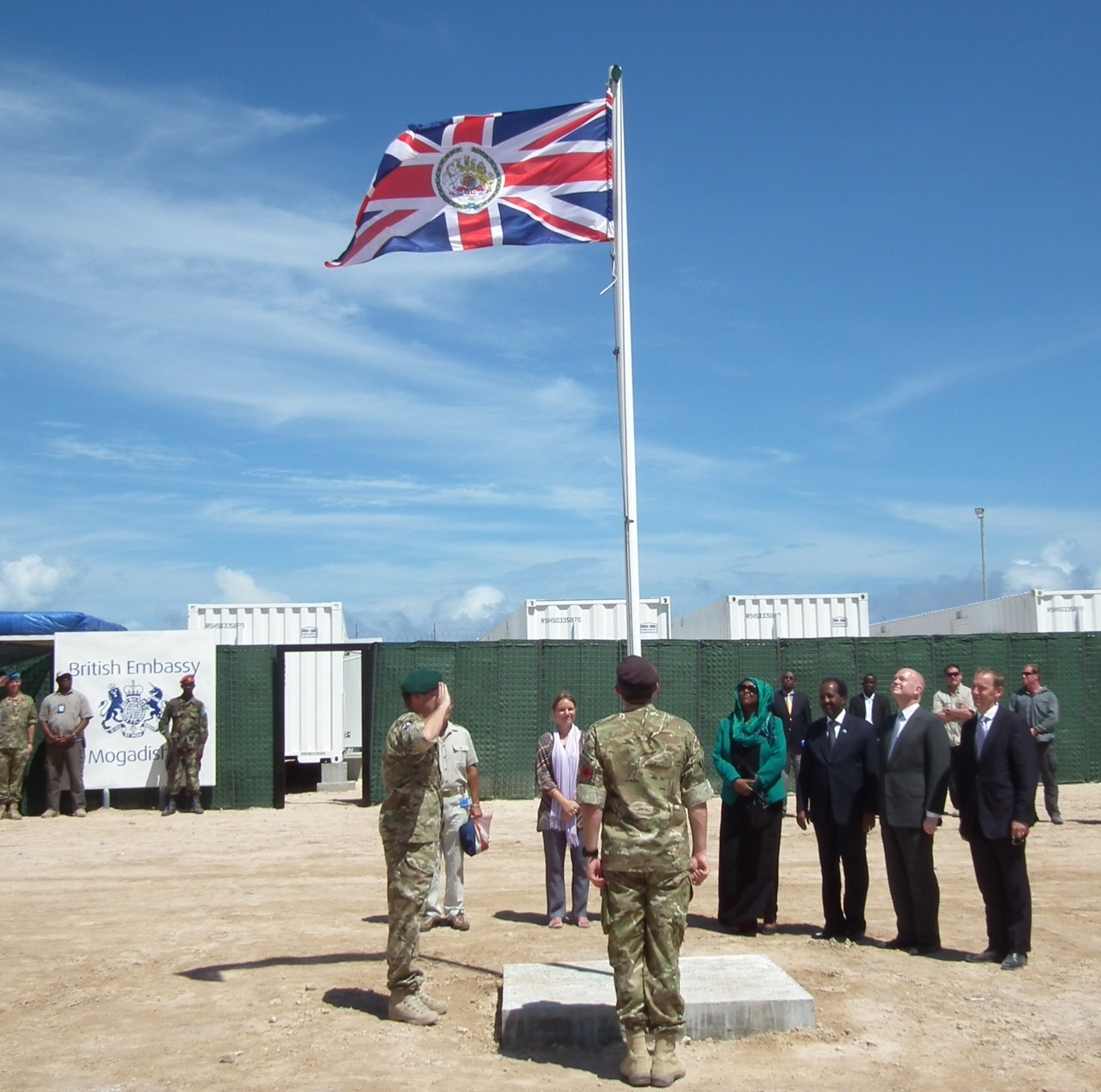
Ambassde à Mogadiscio.
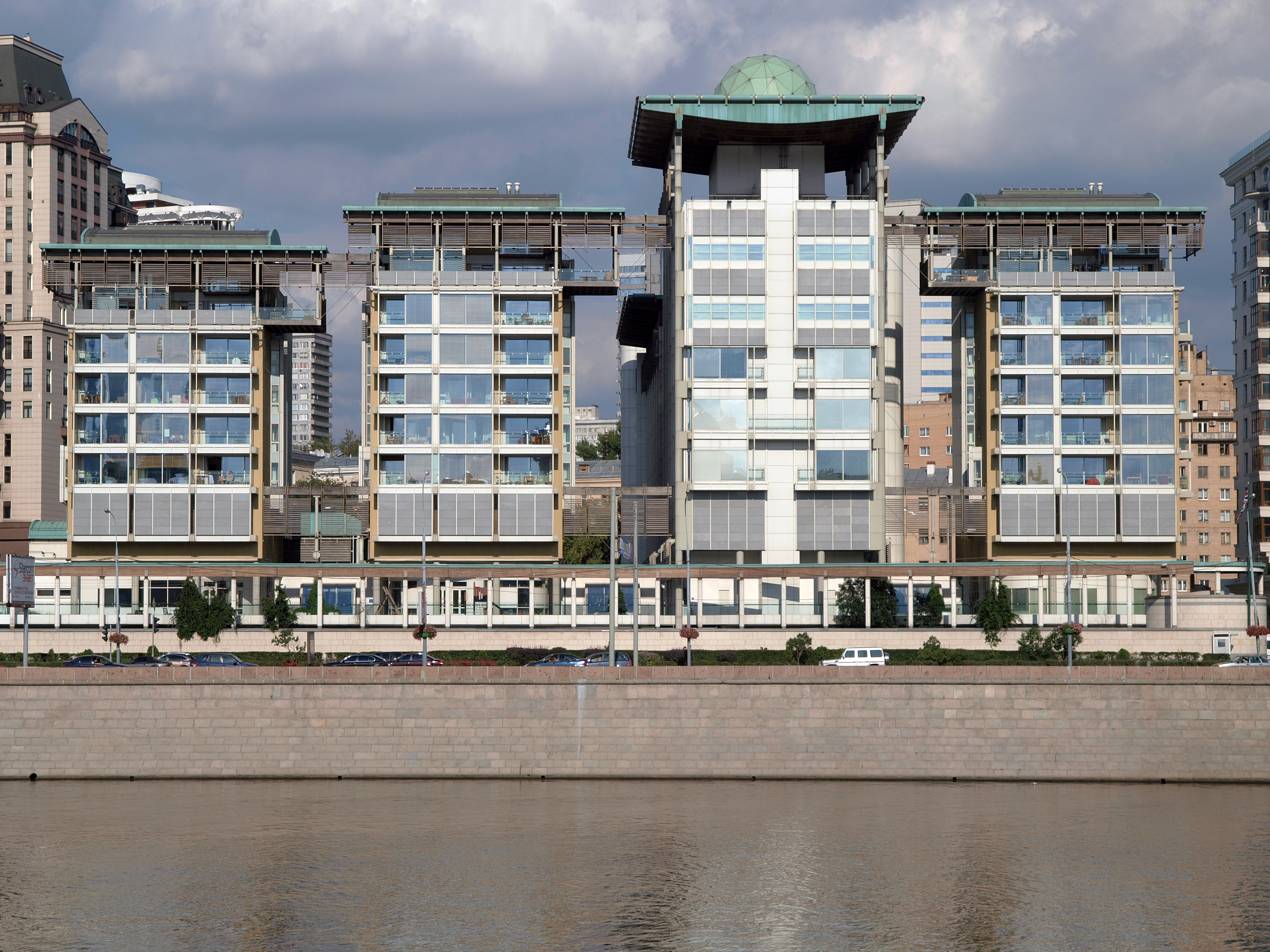
Ambassade à Moscou.
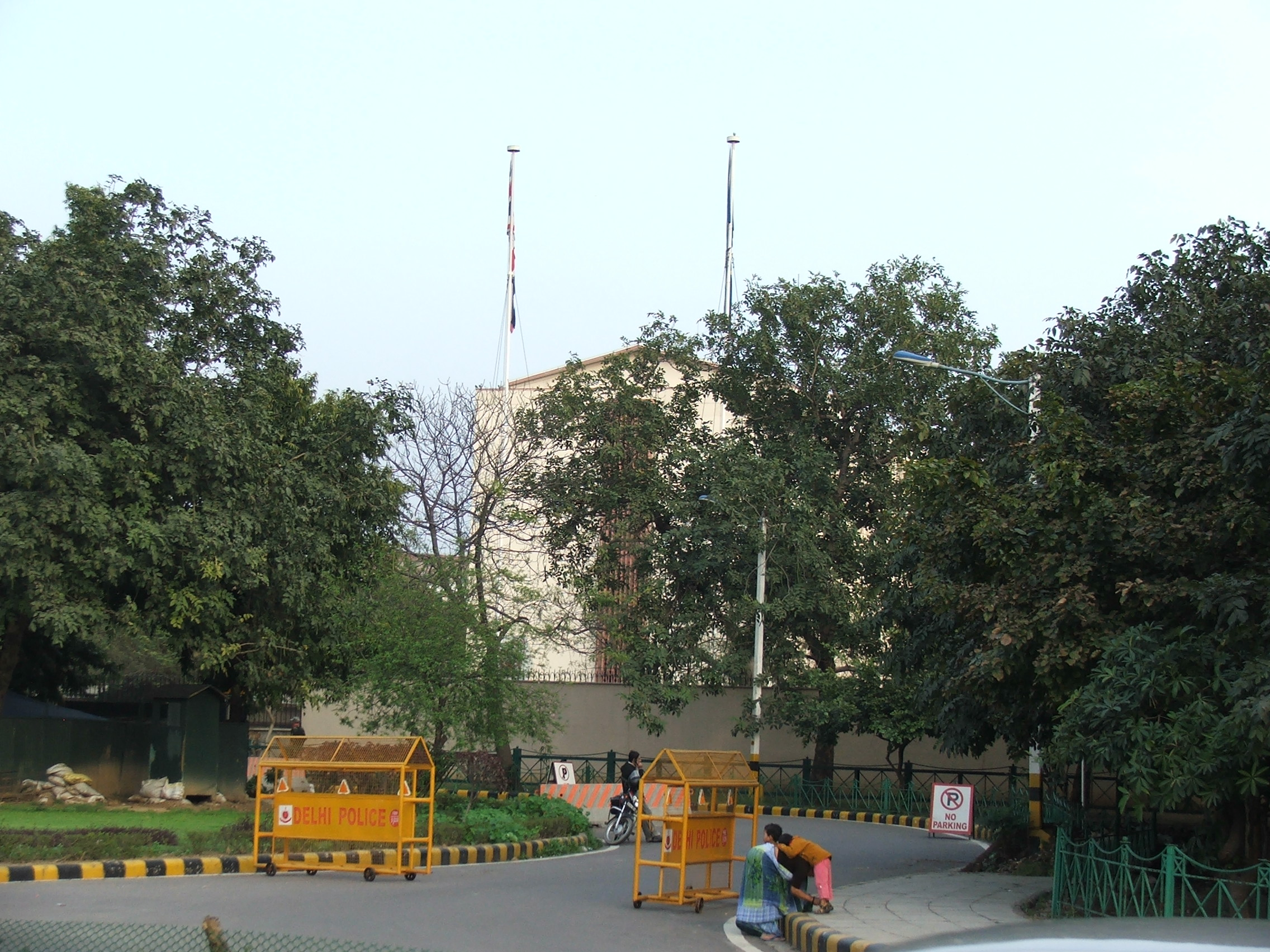
Haut-Commissariat à New Delhi.
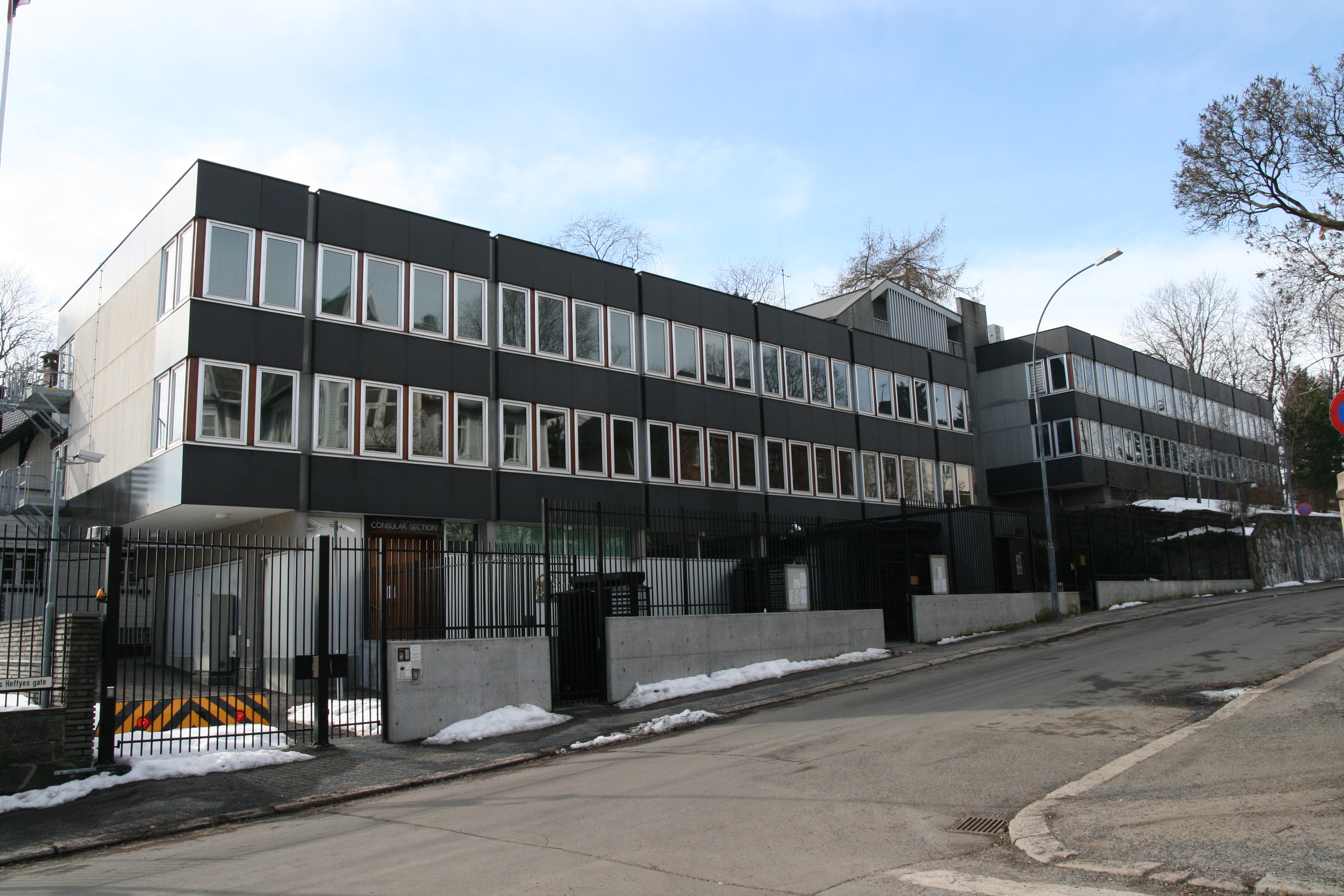
Ambassade à Oslo.
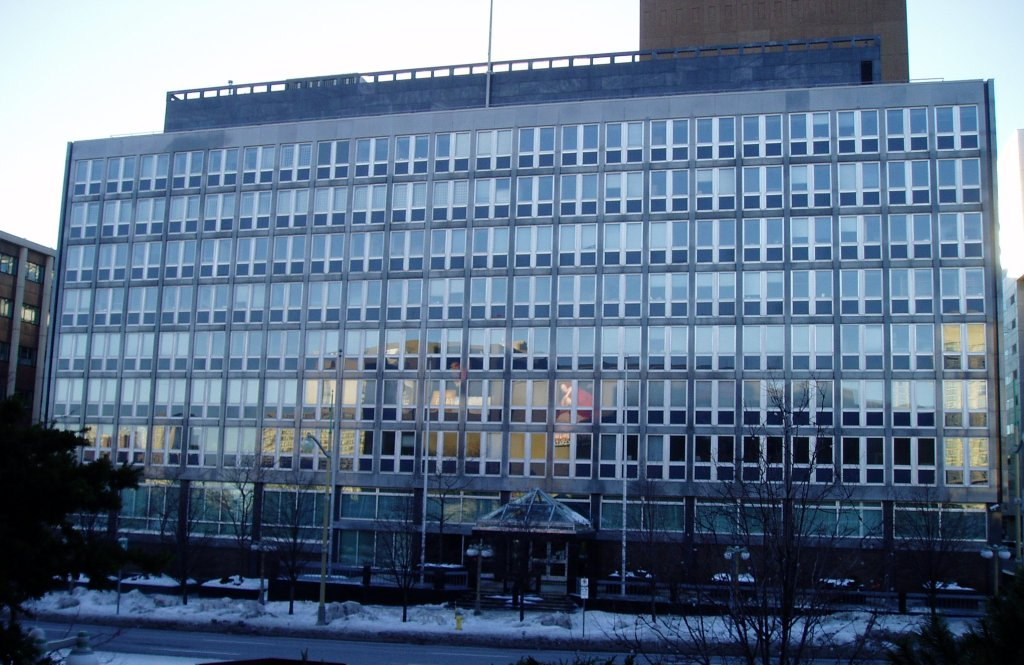
Haut-Commissariat à Ottawa.
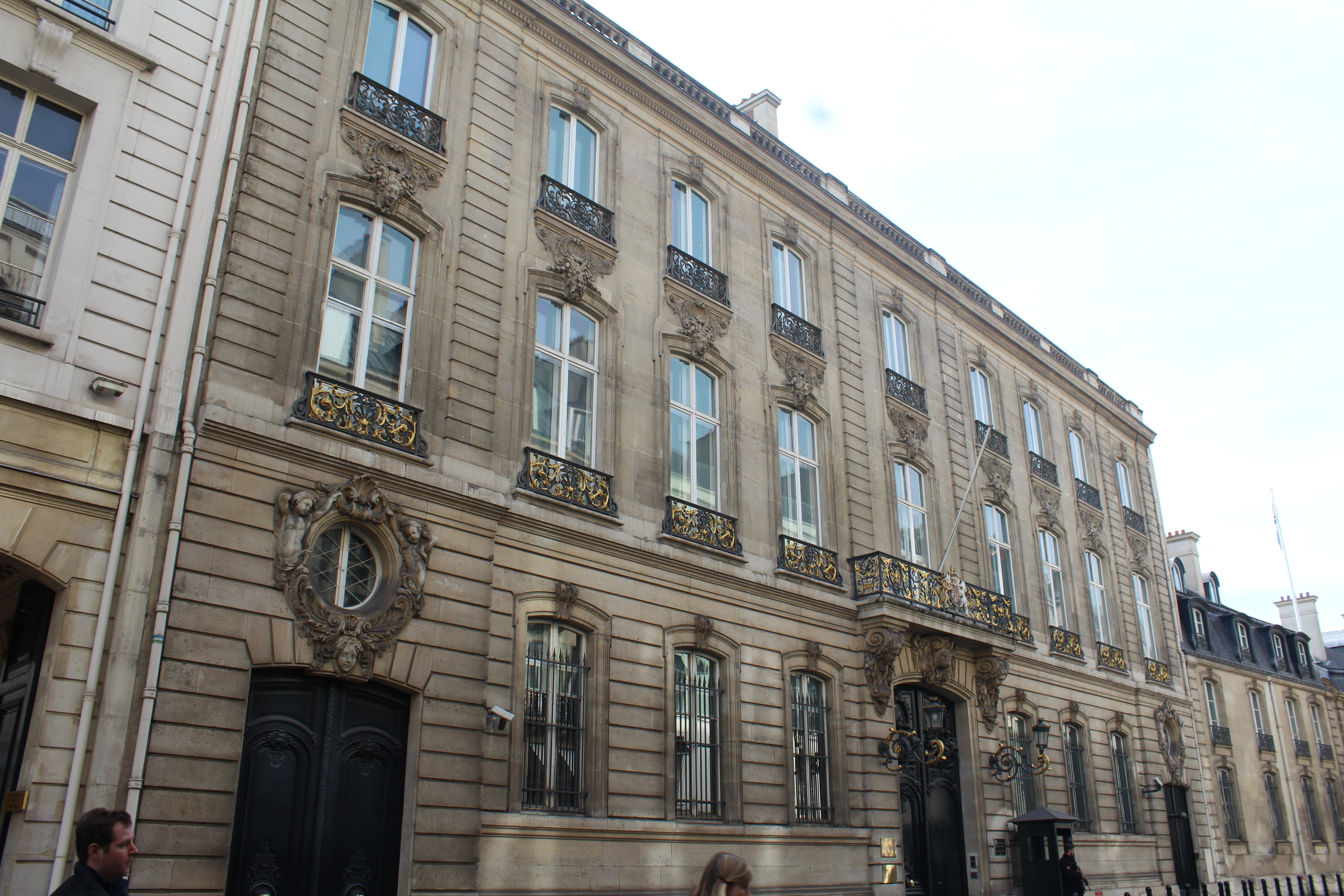
Ambassade à Paris.
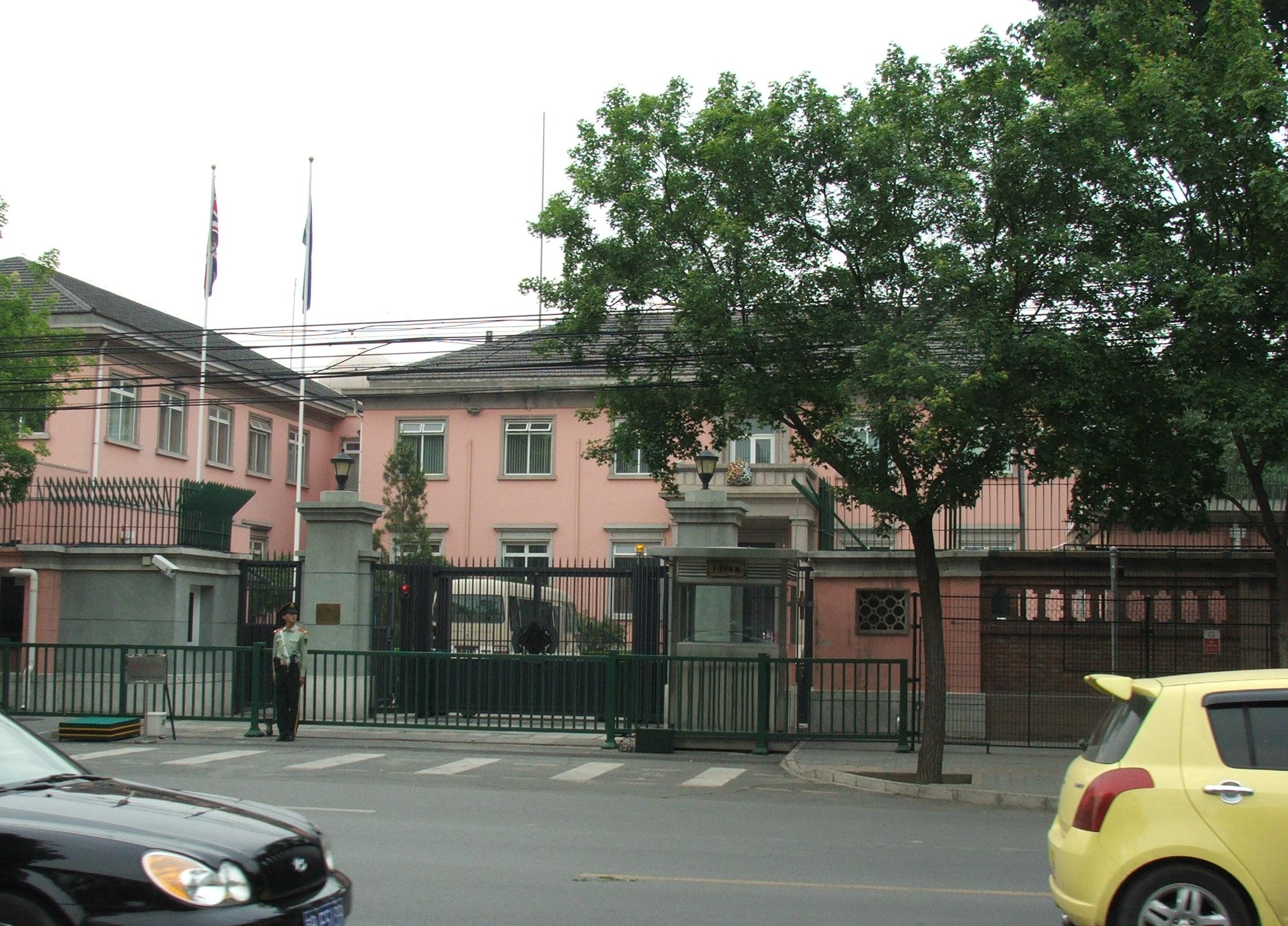
Ambassade à Pékin.
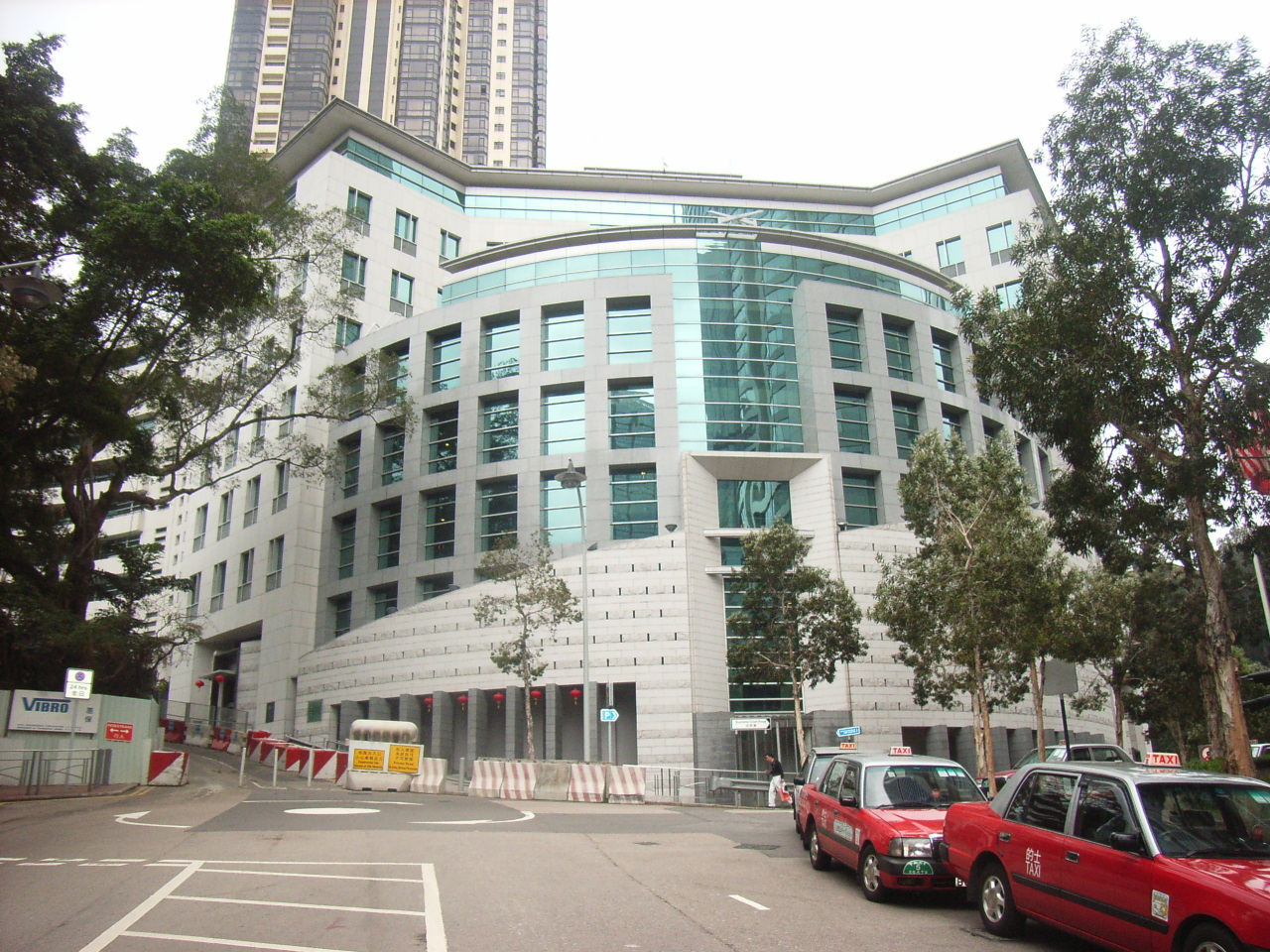
Consulat général à Hong Kong.
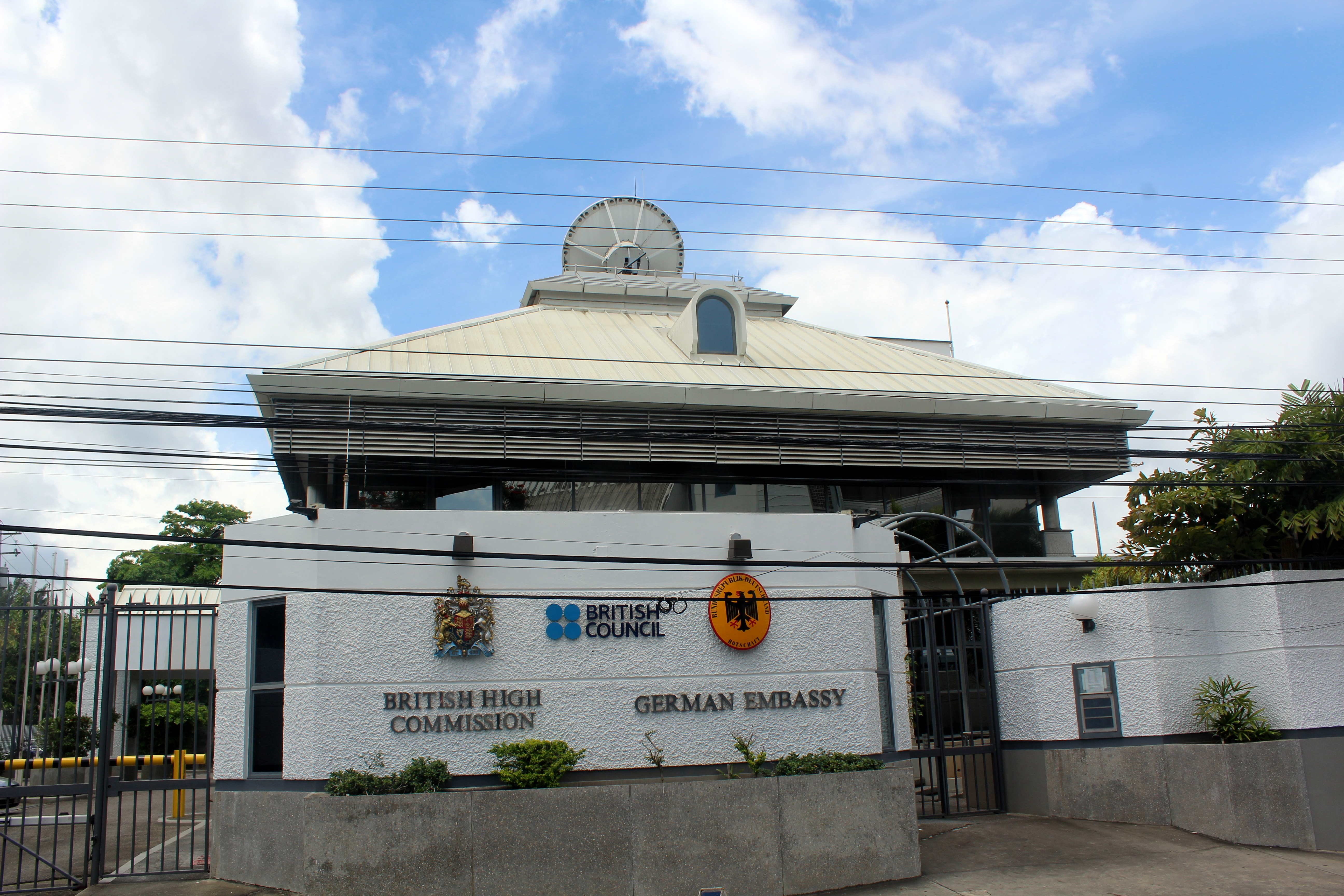
Haut-Commissariat à Port d'Espagne.
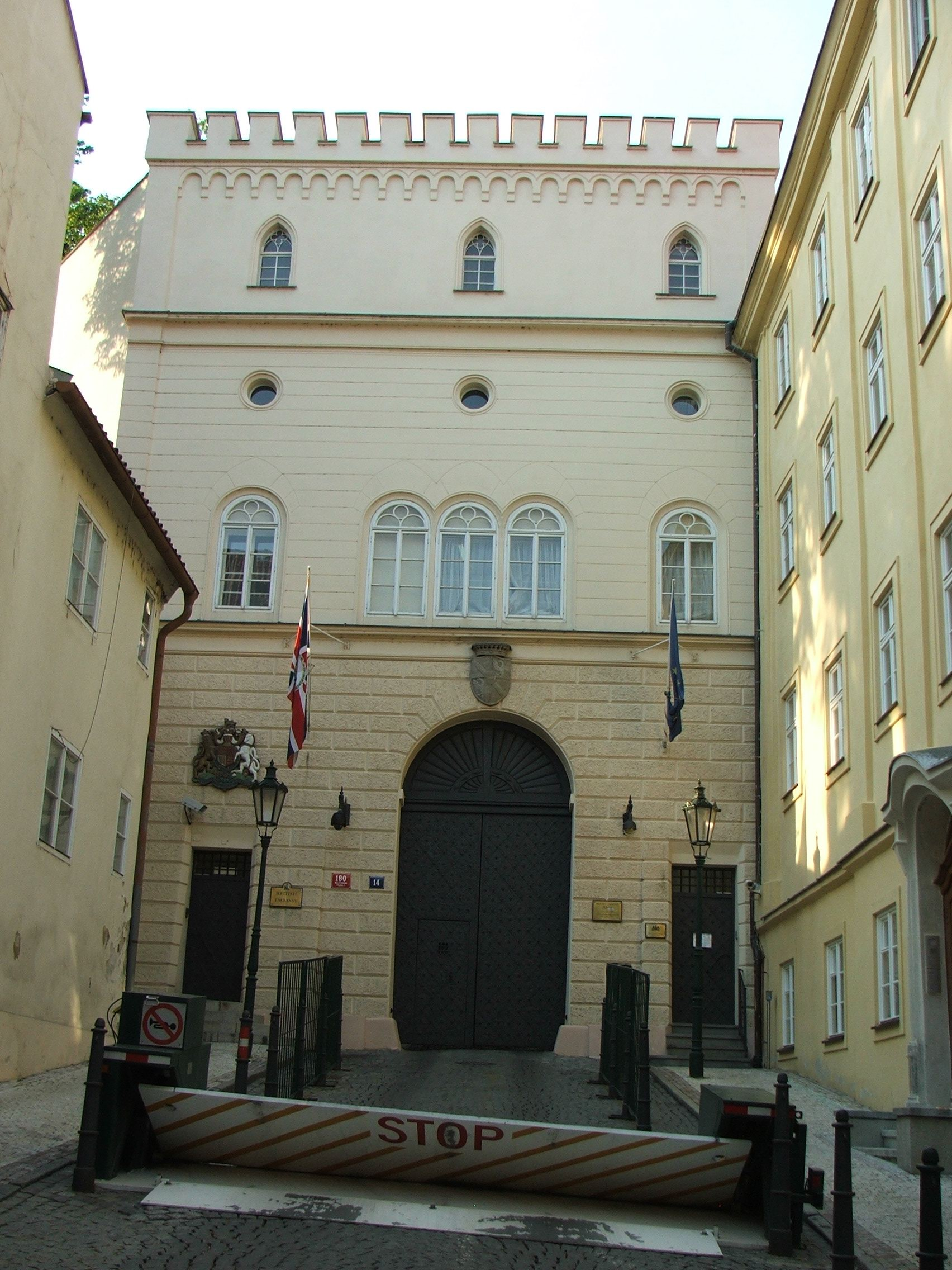
Ambassade à Prague.
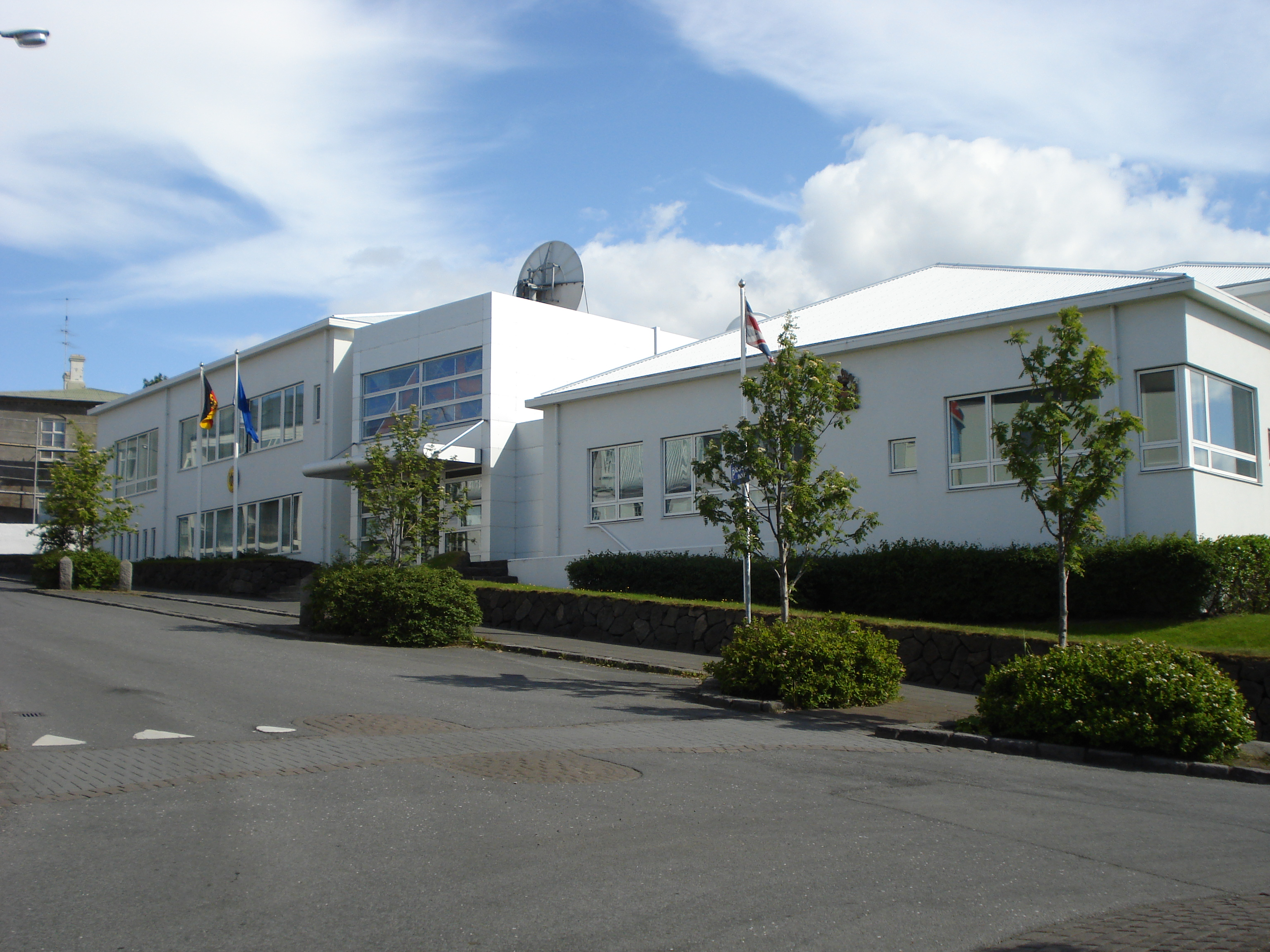
Ambassade à Reykjavík.
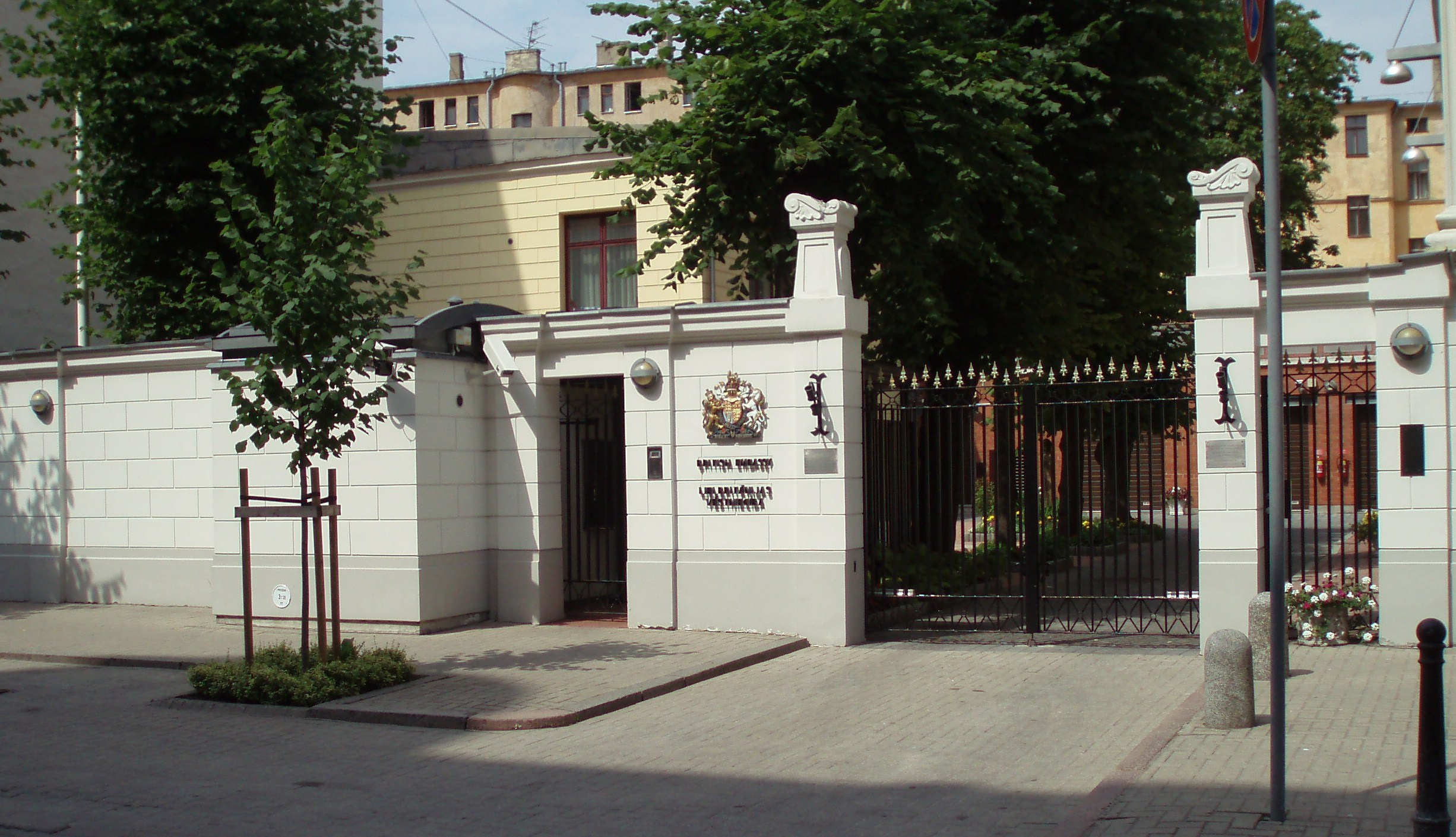
Ambassade à Riga.
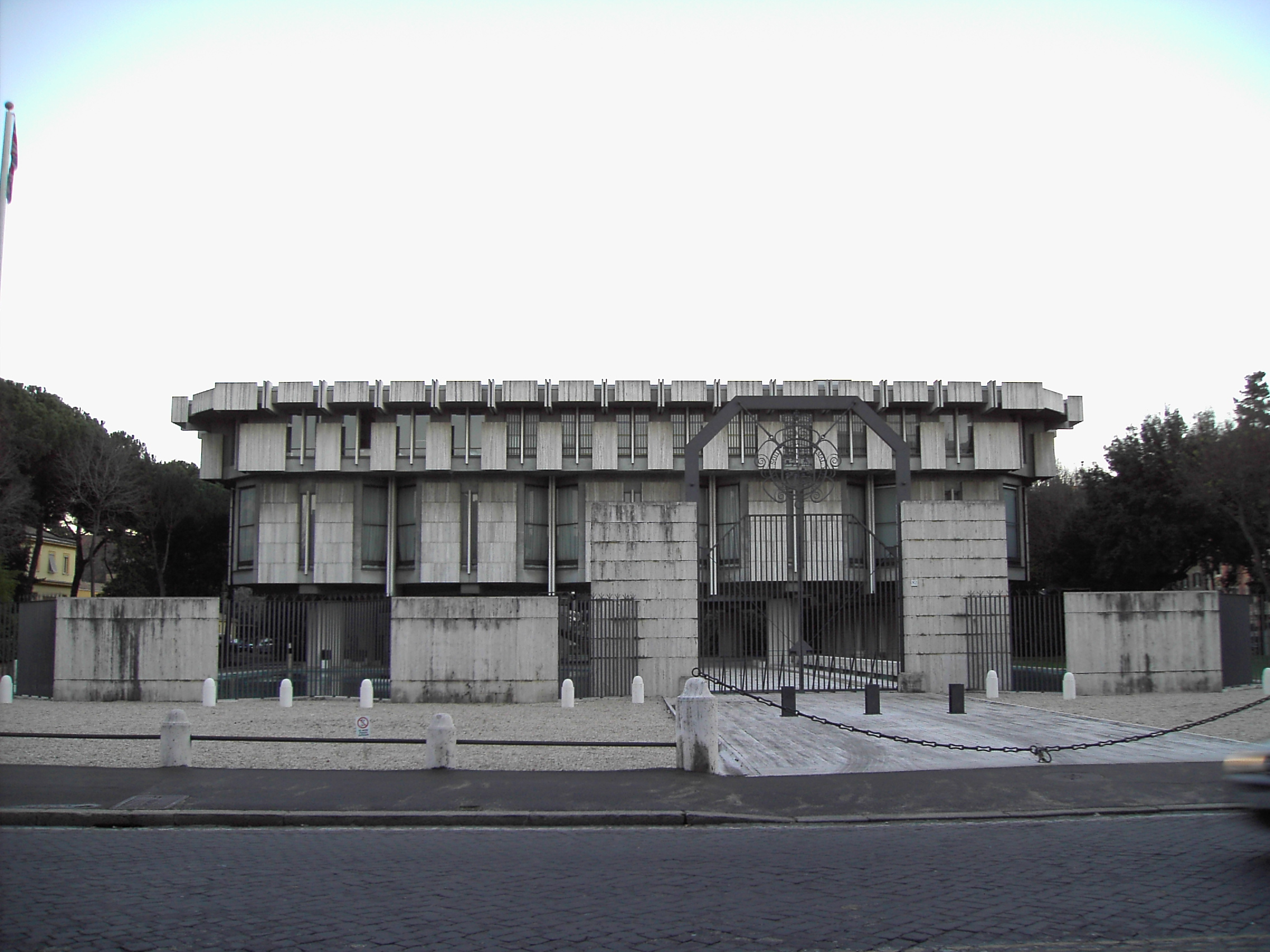
Ambassade à Rome.
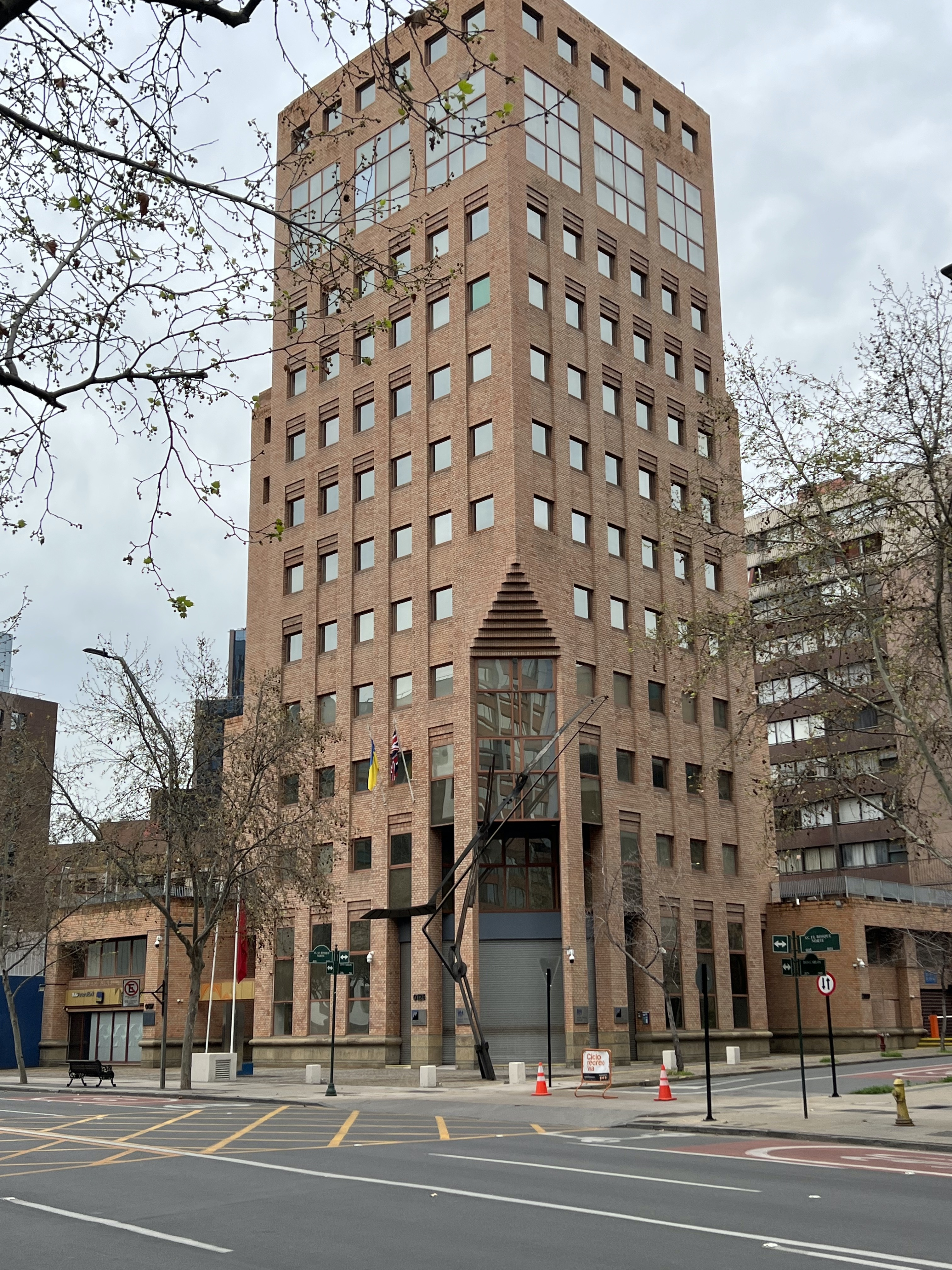
Ambassade à Santiago du Chili.
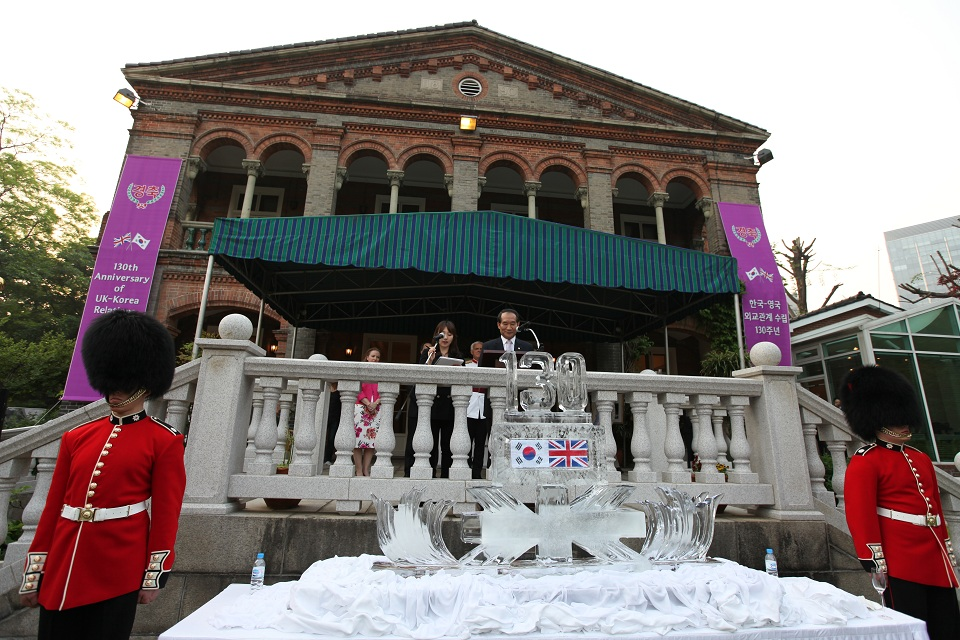
Ambassade à Séoul.
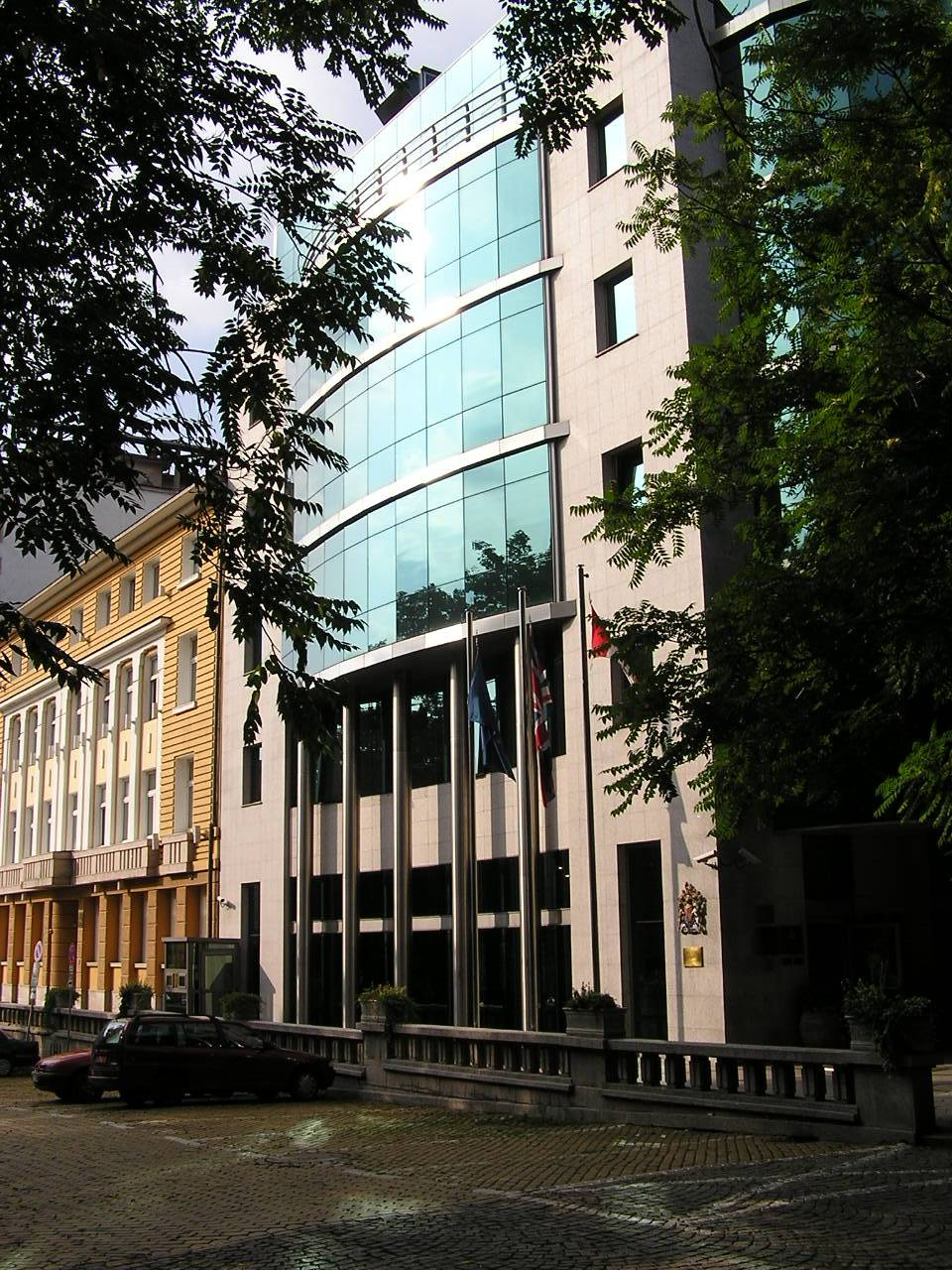
Ambassade à Sofia.
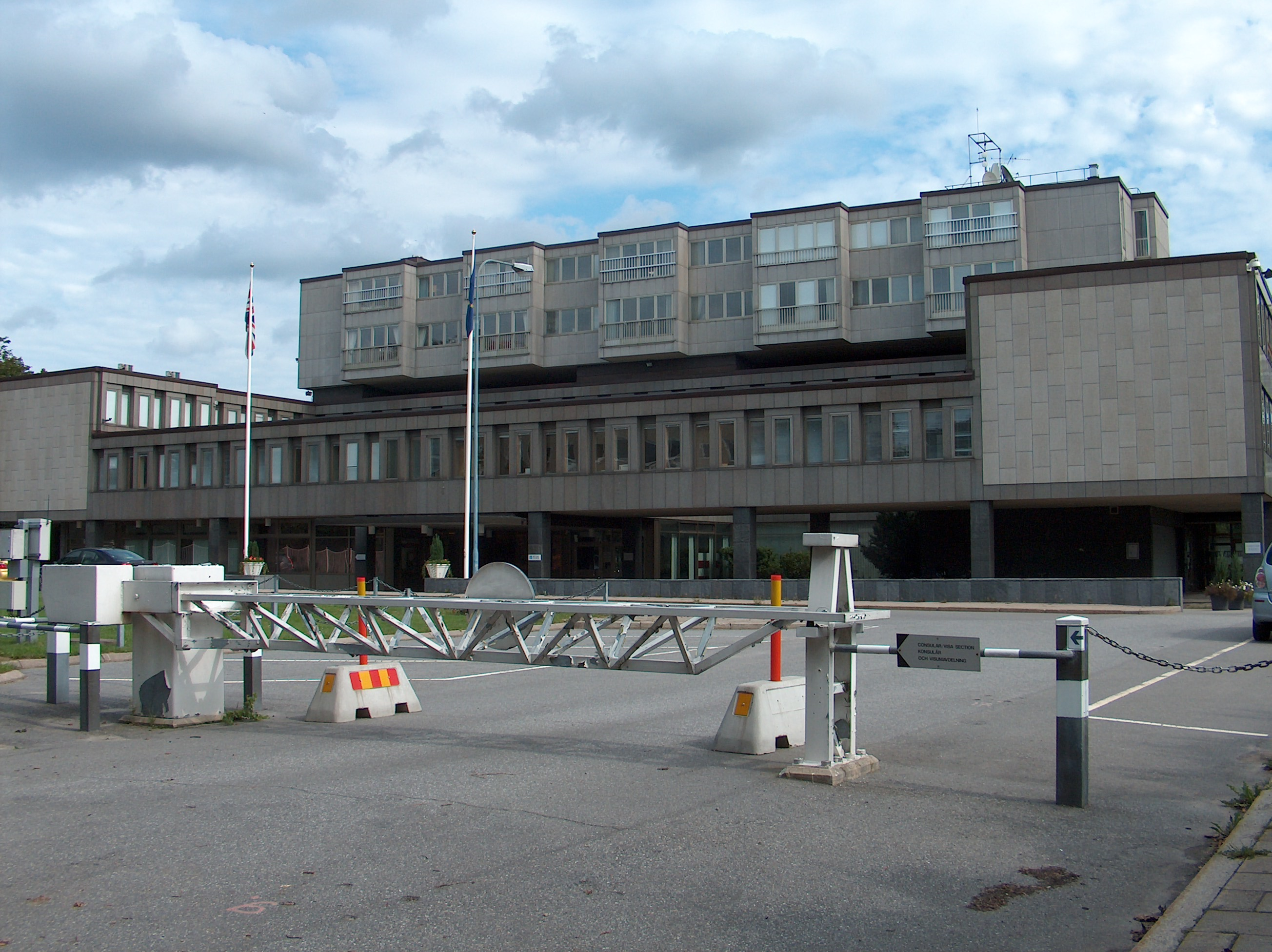
Ambassade à Stockholm.
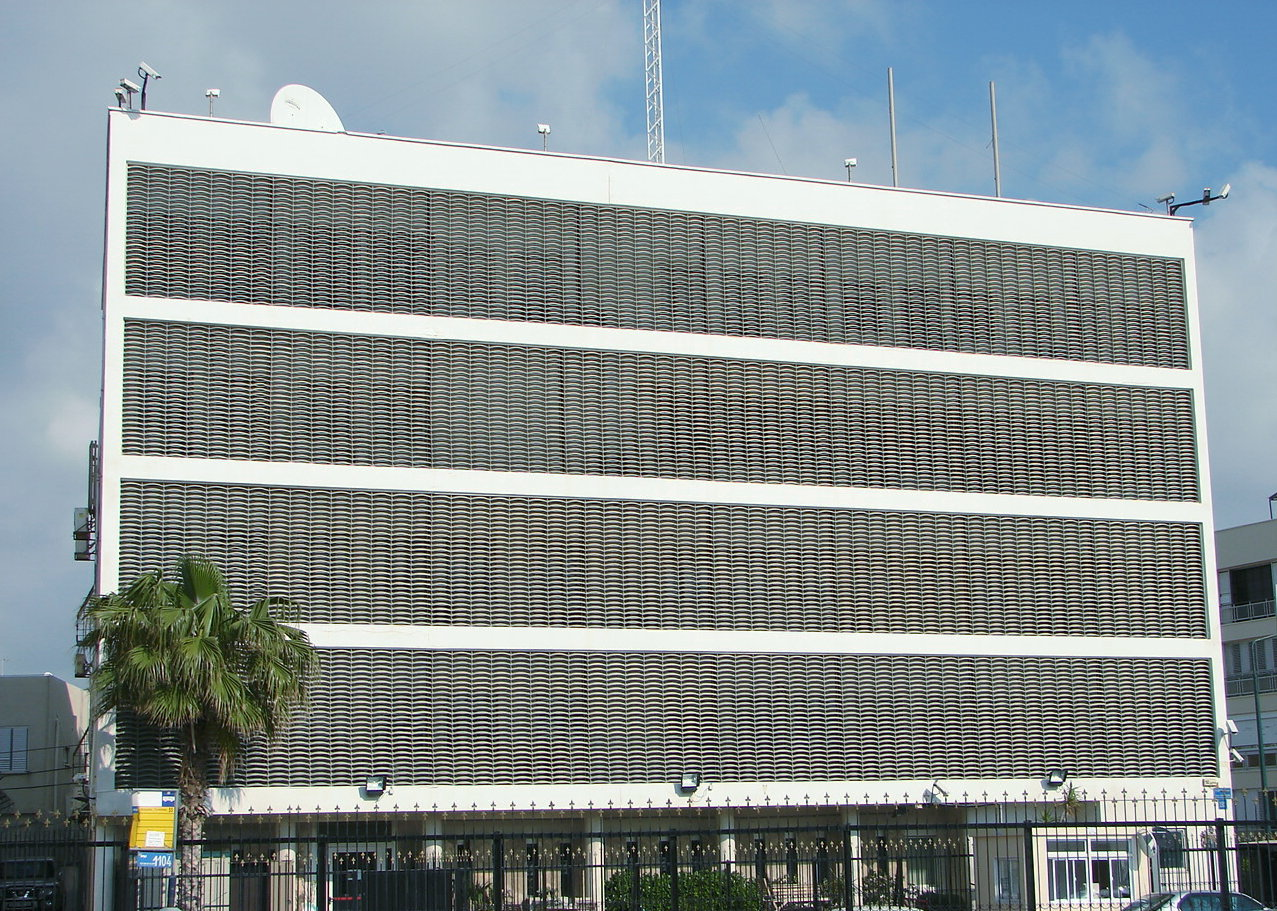
Ambassade à Tel Aviv.
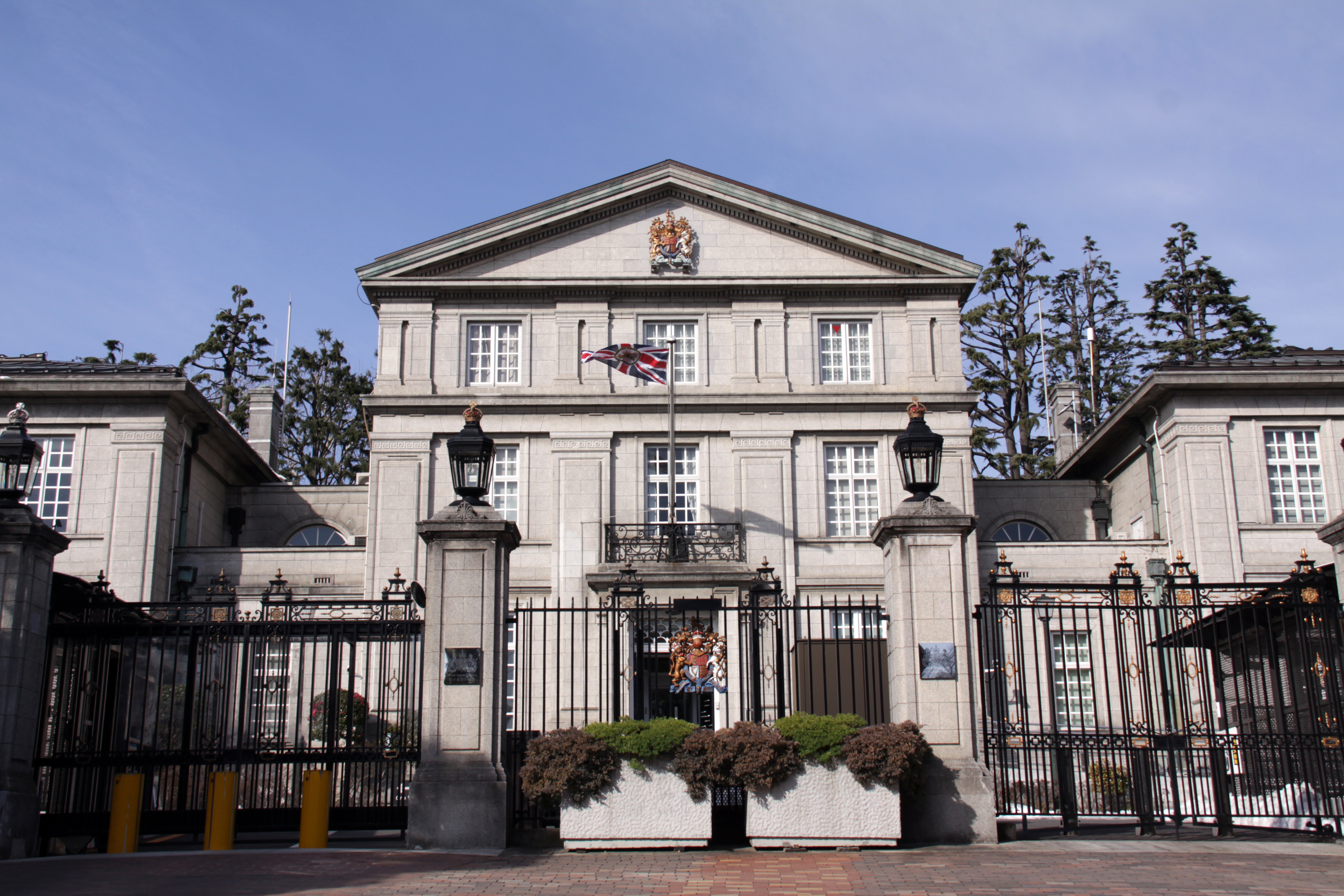
Ambassade à Tokyo.
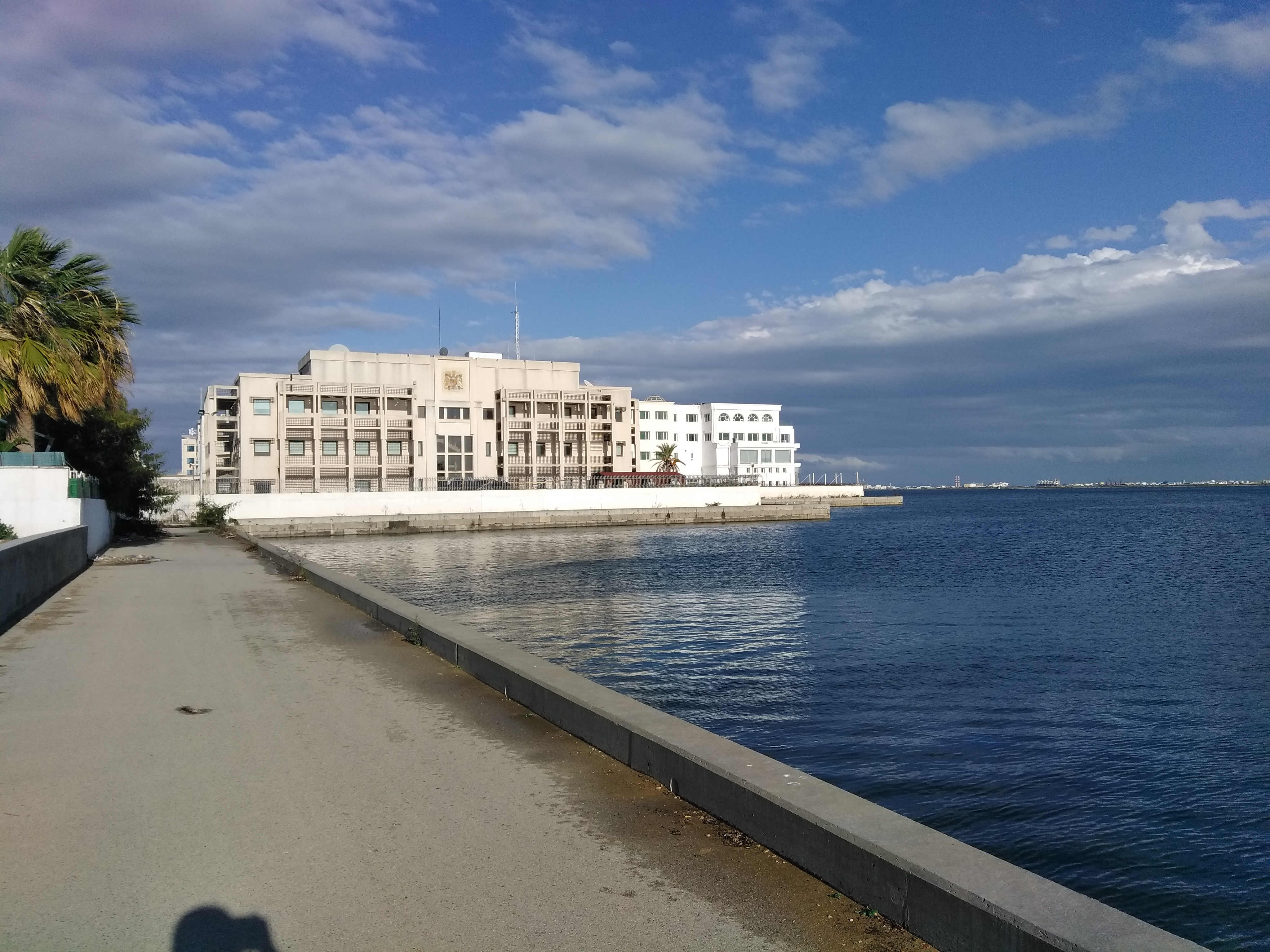
Ambassade à Tunis.
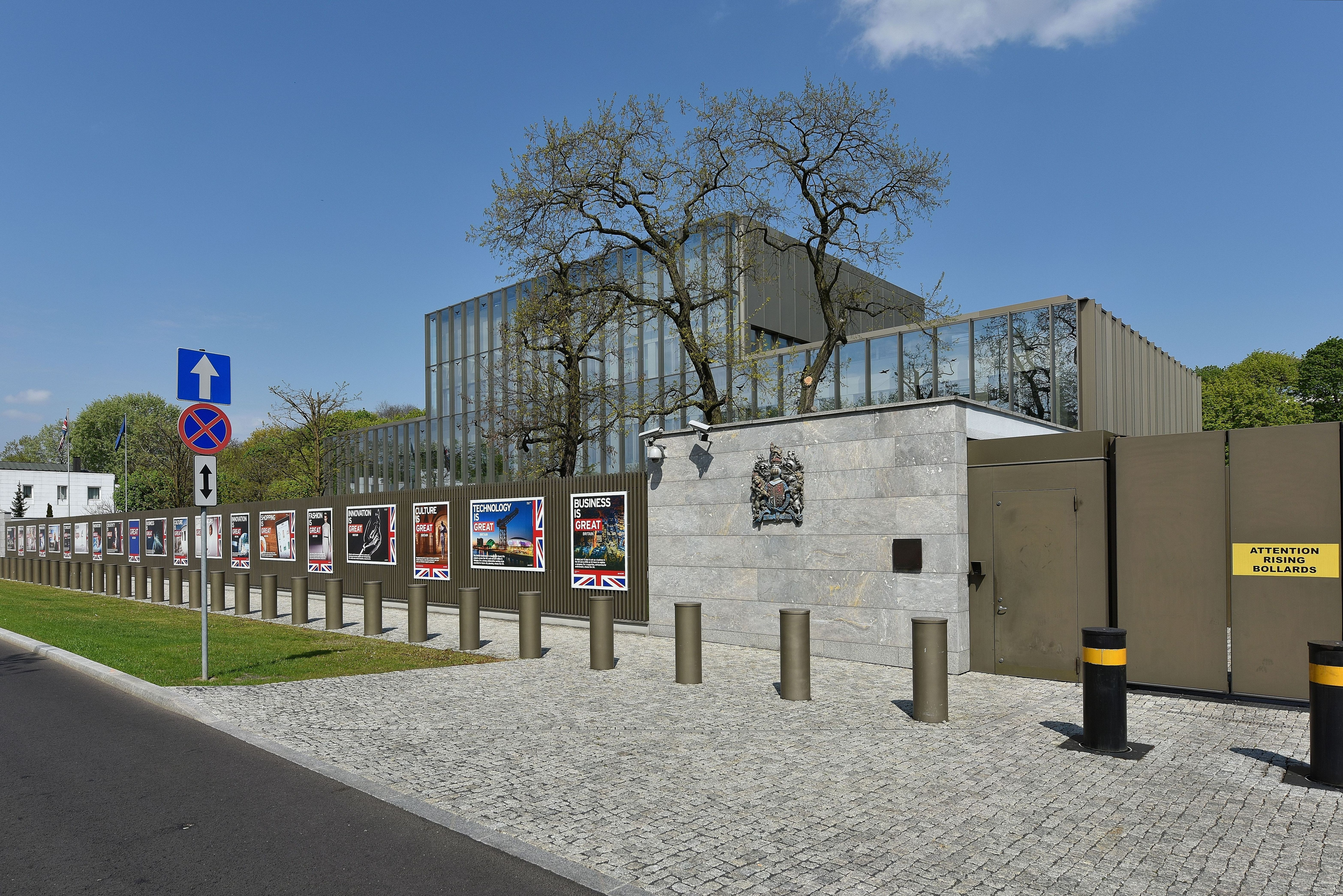
Ambassade à Varsovie.
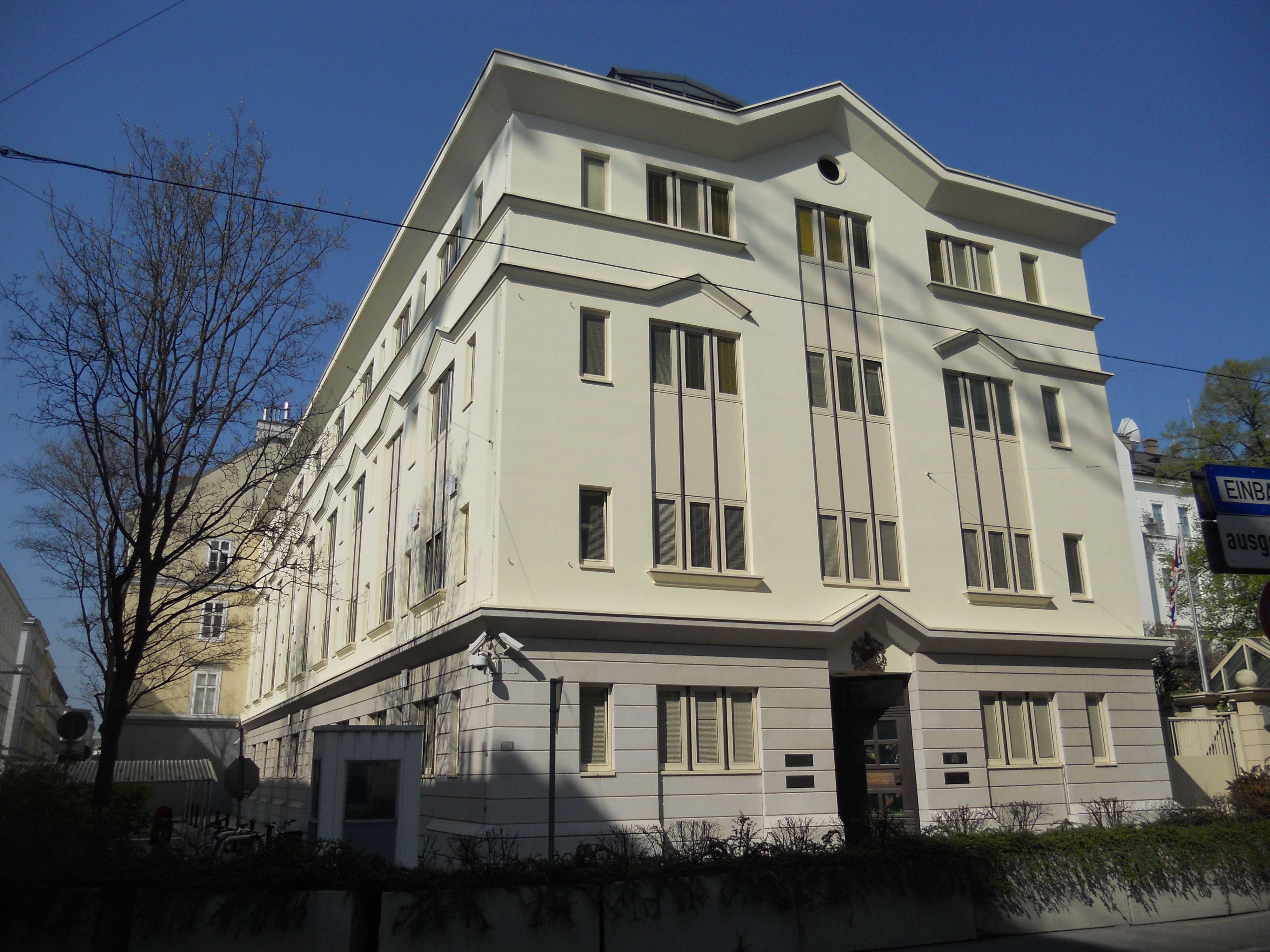
Ambassade à Vienne.
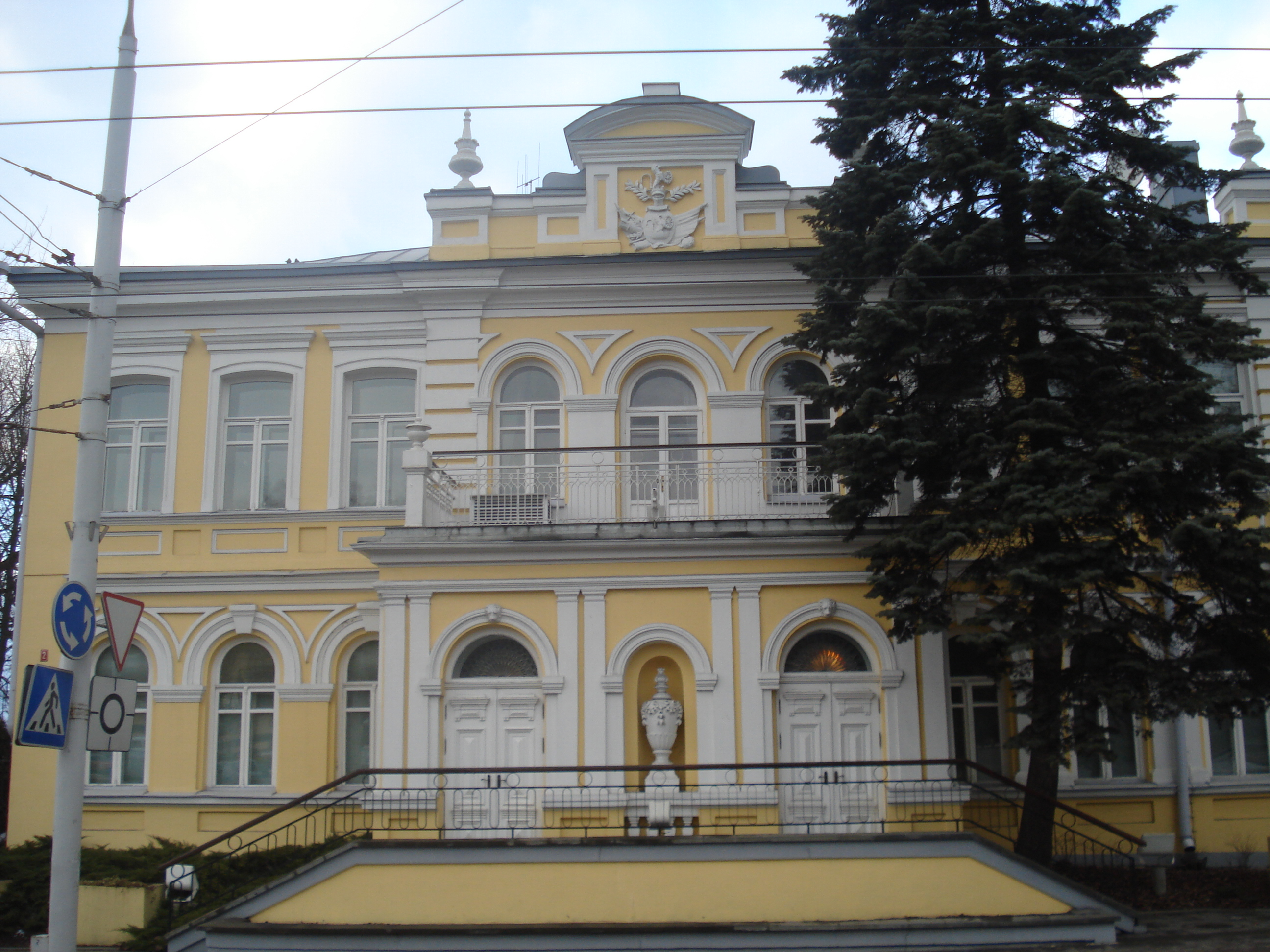
Ambassade à Vilnius.
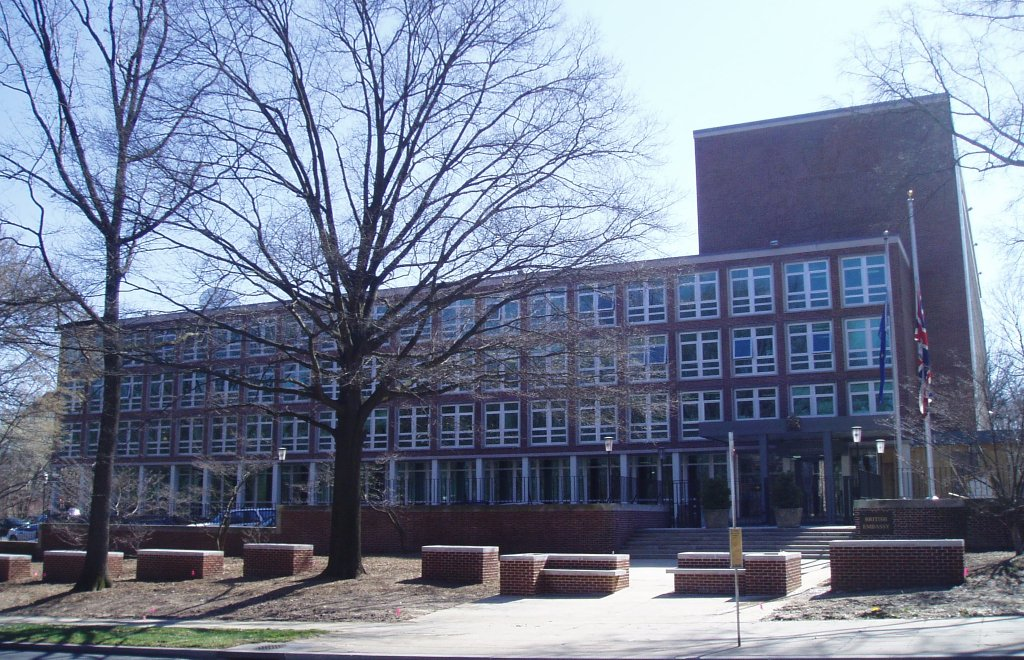
Ambassade à Washington.
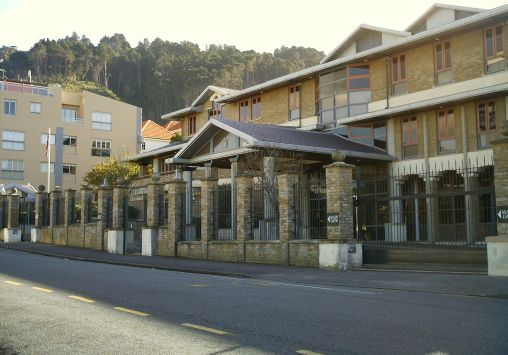
Haut-Commissariat à Wellington.